# Malerkunst i Indien
Malerkunst i Indien, der først og fremmest er inspireret af religioner og styret af præcise tekster, giver praktisk taget kun lidt plads til kreativitet. Kunstens væsentlige formål er at fremme adgang til det guddommelige. Viden om de unikke kvaliteter i indisk kunst skabes gennem forståelsen af filosofisk tænkning, den rige kulturelle, sociale og religiøse historie samt gennem det politiske perspektiv af kunstværkerne.
I historisk tid har det indiske maleri gennemgået kulturelle og religiøse påvirkninger fra hinduisme, buddhisme, jainisme, sikhisme og islam. Med de stærke religiøse traditioner i Indien, har kunsten altid været domineret af religionen.
Mandala-malerierne (fra det 1. århundrede f.Kr.) bruges til at hylde guderne og til meditation i de tre indiske religioner, buddhisme, hinduisme og jainisme.
Forhistoriske malerier som hulemalerierne ved Bhimbetka, er ifølge kilder mellem 10.000 og 28.000 år gamle.
Kropsmaling i form af krigsmaling eller som tegn på tilhør til en bestemt gruppe blev brugt fra menneskehedens daggry til at skræmme en fjendestamme. Denne primitive teknik blev også brugt som camouflage til jagt eller simpelthen som ornament.
Rullemalerier (fra det 5. århundrede f.Kr.) er bedst kendt fra malerskolen Patta Chitra. Rullen laves af papirark, der er syet sammen og undertiden limet på et lærred. Deres bredde varierer fra 10 til 35 cm, og deres længde er sjældent mindre end 1 m og kan overstige 10 m.
Vægmalerier (fra det 2. århundrede f.Kr.) er store værker udført på vægge, som i Ajanta-hulerne eller i templet i Kailashnath.
Miniaturemalerier (fra det 10. århundrede) udføres i meget lille skala i bøger eller albums på letforgængelige materialer som papir og stof. Alle religioner i Indien er involveret i miniaturer på trods af den islamiske ikonoklasme i det 11. århundrede. Pala buddhisterne i Bengalen var pionererne i miniaturemaling. Miniaturemalingen nåede sit højdepunkt i den islamiske Mughal-periode og udføres stadig af malere fra forskellige maleriskoler i Rajasthan.
Moderne storbymaleri har gennemgået mange ændringer takket være de økonomiske fremskridt. I 1990'erne blev den indiske økonomi liberaliseret og integreret i den globale økonomi, hvilket muliggjorde en frie strøm af kunst og kulturel information i og uden for landet.
I nutidig landkunst har adskillige stammer malertraditioner. Nogle traditioner er gamle, enkelte meget gamle (som malerier fra Bhil og Warli stammerne), andre er nyere (som fra Gond-stammen). Stammekunstnerne, der oftest er animister, illustrerer stammetraditioner og guder der er legemliggjort i naturen og i landsbylivet. De andre skoler i landdistrikterne har især deres base i hinduistiske traditioner.

## Ordforråd
- Vægmaleri hedder i hindi Bhitti Chitra[2] (Bhitti = væg, Chitra = maleri)
- Maleri på gulvplan kaldes Bhumi Chitra eller Rangoli
- Diagrammer på gulvplan kaldes Dhuli Chitra
- Maleri på stof kaldes Patta Chitra eller Potchitro (Pot = rulle)
- Maleri på kroppen kaldes Deh Chitra eller Gudna
- Maleri på manuskript (miniature) kaldes Chitra Bhagwat
- Meditative malerier kaldes mandala
- Kalam betyder pen, pensel eller malerskole

## Shadanga: De seks principper for indisk malerkunst
I det 1. århundrede f.Kr. blev der introduceret seks vigtige principper for indisk kunst, kendt som "Shadanga". Disse principper fokuserede på, hvad alle kunstnere havde brug for at tilføre deres værker for at give effekt og appel.
Disse seks principper er blevet oversat som følger:

1. Roopa-Bheda: Viden om form (Roopa = form, Bheda = mysterium). Formernes skønhed.

2. Pramanami: viden og anvendelse af harmoni og proportioner. Harmoniens skønhed.

3. Bhava: Udtrykket af følelser. Følelsesmæssig skønhed.

4. Lavanya-Yojnam: Infusionen af nåde. Æstetisk skønhed.

5. Sadradhyam: Viden og anvendelse af sammenligning. Virkelighedens skønhed.

6. Varnika-Bhanga: Viden og anvendelse af farver. Farvernes skønhed.

Se også Abanindranath Tagores otte principper.

## Billeder og guder
I forhistorisk tid (fra 26.000 f.Kr.) var hulemalerier uden religiøs betydning, og i hele den Vediske periode (fra det 15. til det 5. århundrede f.Kr.) ser Indien ud til at mangle billeder i religiøs sammenhæng.
I buddhismens begyndelse (fra 5. til 3. århundrede f.Kr.) er der den samme modvilje mod repræsentationer. I den første buddhistiske kunst (fra 3. til 1. århundrede f.Kr.) vises Buddha stadig kun gennem symboler.
Det ældste buddhistiske ikon udskåret i sten, der er til vores rådighed i dag (fra 3. til 2. århundrede f.Kr.) viser ikke Buddha, men selve fraværet af mesteren, for eksempel i form af en tom trone. Det var først omkring det 1. århundrede f.Kr. at de første antropomorfe repræsentationer af Buddha vises.
Det er først gennem lokale frugtbarhedskulter, at den menneskelige figur gradvist kommer ind i kunsten. Udviklingen, der begynder i begyndelsen af vores æra, er slående. Det påvirker på samme tid, fra det 1. til det 3. århundrede, de tre store religioner født i Indien, buddhisme, hinduisme, jainisme, uden tvivl under påvirkning af den tilbedelse, der i forskellige grader gennemsyrer alle religioner. Fra dette tidspunkt opstår behovet for at inkarnere Buddha, Jina eller hinduistiske guder i en konkret form. Denne bekræftelse af den legemliggjorte dimension, gør det muligt for indisk kunst at give frie tøjler for alle udtryksmuligheder.
Buddhismens overlegenhed indtil det 5. århundrede går hånd i hånd med fortællerkunstens fremskridt. I Sânchî (Madhya Pradesh), i Gandhâra (nu i Pakistan) med sine enorme monumenter (stupa), i Andhra Pradesh og i Ajantâ-hulerne (Maharastra), gendannes rækkefølgen af scener i sin tidsmæssige dimension for det historiske liv af Buddha, såvel som hans tidligere eksistenser. Disse scener viser såvel tilbedelsen af Buddha, men giver ligeledes en struktur i samfundet for mennesker og guder. De fortæller om Buddhas liv, men afspejler også en virkelighed, der ofte er overraskende velkendt, og næppe transformeret af legenden. Fra det 8. århundrede, delvis under indflydelse af hinduismen, vendte buddhistisk kunst bort fra fortællingscykler for at blive mere og mere knyttet til en verden af mytiske repræsentationer. Fra nu af fremtræder Buddha kun i sin tidløse dimension som tilbedelsesobjekt, omsluttet af sit pantheon og det kosmiske Bodhisattvas. Buddhistisk kunst sætter sit præg på al hinduisk kunst indtil den virtuelle forsvinden af buddhismen i det 10. århundrede med hinduismens og islams overtag.
I vedisk hinduisme (15. til 5. århundrede f.Kr.) var hinduistiske guder sandsynligvis ikke ærede i form af billeder eller ikoner, men allerede fremstillet i menneskelig form, som vises i en repræsentation af Rudra malet i Rig-Veda. Hinduismen finder sin kilde i animisme, det er det vediske eller brahmaniske Indien, hvor alle de kosmiske aspekter er guddommeliggjort, mennesket der projicerer sit image på verden.
Teologiske diskussioner og diskussioner vedrørende konkrete religiøse billeder er sjældne i den gamle hinduistiske filosofiske skole. Forestillingen om Gud var fraværende eller sekundær inden udgangen af det 3. århundrede. Først i det 6. århundrede accepterer hinduismen forestillingen om en skabergud.
Udbredelsen af hinduismen fra det 5. århundrede stimulerer udviklingen af det imaginære. Hindu kunsten illustrerer de store myter (Râmâyana og Mahābhārata), der er fastlagt omkring begyndelsen af vores æra. Disse myter er baggrunden for hindu-religionens enhed i hele det indiske subkontinent, på trods af regionale forskelle.
Den islamiske civilisation, generelt anikonist, ser ud til at være umærkeligt gennemtrængt af det indiske perspektiv: Mughal-maleri (mellem det 16. og det 19. århundrede) giver et stor plads til den menneskelige figur, som i visse værker viser stor psykologisk subtilitet og fornyelse af miniaturekunsten.
Den kristne verden brød i slutningen af det 9. århundrede med den ikonoklastiske krise, og vendte tilbage til en ikonisk kult i den byzantinske kristendom. Kristendommen var meget udbredt i Sydindien fra det 16. århundrede med portugisernes ankomst. Facaderne på bygninger viser ofte bibelske ordsprog og farverige repræsentationer af Jesus, der sidder i nicher eller malet på væggene. Kirker er allestedsnærværende i bylandskabet. Her kan man opdage en rig og farverig repræsentation, en forbløffende blanding, der kombinerer frodighed af indisk kultur og kristen ikonografi. De mange repræsentationer af Maria, Jesus og andre hellige i Bibelen antager uventede træk, langt fra den nøgternhed i repræsentationer, der findes i Europa.
Blandt animiststammerne, for eksempel hos Gond-, Bhil- og Warli-stammerne, finder vi ofte billeder af deres guder.

## Mandala
Mandala er et sanskrit udtryk, der betyder cirkel, sfære, miljø, samfund. Mandalaen repræsenterer universet.
I Indien bruges mandalaen af de tre største religioner født i Indien: buddhisme, hinduisme og jainisme. Det er et politisk, religiøst og meditativt værktøj.
Som politisk betydning er mandalas diagrammer, der forklarer staternes politiske strukturer. Raja-mandala (cirkel af stater) blev formuleret af den indiske forfatter Kautilya i sit arbejde med politik, Arthashastra (omkring det 3. århundrede f.Kr.). Den beskriver cirkler af venlige og fjendtlige stater omkring kongestaten.
I henhold til O. W. Wolters 'afhandling: det gamle kort over Sydøstasien, viser forhistoriske netværker af små fyrstelige stater. Det var en mosaik af ofte overlappende mandalas.
I hinduismen er mandalas ritualer til at fremkalde guderne. Den religiøse mandala i hinduismen er et redskab til flere daglige ritualer i form af yantra. ”Bindu” er det punkt, som mandalaen omkranser, og ligeledes det punkt som gifte hindukvinder har i panden lige over næsen.
I tantrisk buddhisme (vajrayāna) er der forskellige former for mandalas (fra det 1. århundrede f.Kr.), en kompleks struktur, der er malet eller udskåret rundt, der bruges til initieringsprogression, eller endda et diagram lavet af farvet sand, og som hovedsageligt bruges til meditation. Diagrammet er under alle omstændigheder fyldt med symboler som kan være forbundet med en guddom. Visse mandaler, meget detaljerede og kodificerede, bliver semifigurative, semi-abstrakte.
I  jainismen bruges et otte-bladet hjul (siddhachakra) under visse ritualer. Det er symmetrisk og indeholder cirkler og er omgivet af en firkant. Det ligner mandalas i hinduismen og buddhismen.

## Kropsmaling
Ved menneskehedens daggry opdager mennesket jord, trækul, kridt, saften af farvede bær, blodet fra dyr og mange andre farver, der tjener til at imponere fjenden i form af krigsmaleri eller tegn på anerkendelse i en stamme. Denne primitive makeup-teknik kunne også tjene som camouflage til jagt.
Sandsynligvis allerede før den første sten blev indgraveret, anvendte mennesket pigmenter på kroppen for at vise sin identitet i en social gruppe og placere sig i forhold til andre.
Design og farver tillader at ændre identitet, markerer indgangen til en ny tilstand eller en ny social gruppe, til at definere en ritualposition eller bekræfte at man hører til et bestemt samfund, eller blot for at tjene som pryd.

### Permanent kropsmaling: tatovering
Tatoveringer er blevet brugt i Indien siden oldtiden, især blandt stammefolk. I hundreder af år er tatoveringstraditionen værdsat i det dybe landskab. De gamle labyrintformede skulpturer på forhistoriske klipper er blevet kopieret af stammesamfund og gengivet på deres kroppe. Dette er "gudna" -processen.
Disse tatoveringer har et forhold til deres religion, køn og kvarter, men tatoveringer erstatter ofte smykker, der er for dyre at erhverve. For nogle befolkninger er tatovering en nødvendighed for deres gruppe for andre, er det en måde at klæde den nøgne krop på. I Apatani-stammen Arunachal Pradesh er unge piger blevet tatoveret for at gøre dem mindre attraktive for rivaliserende stammer.
I de senere år er tatoveringer blevet mode blandt unge indere i storbyerne.

### Midlertidig kropsmaling
De farver der bruges til Holi-festen har hver især en særlig betydning: grøn repræsenterer harmoni, orange repræsenterer optimisme, blåt repræsenterer vitalitet og rød repræsenterer glæde og kærlighed. Holi, eller festivalen for farver, er en hinduistisk festival, der fejrer både forår og frugtbarhed. Unge mennesker forbereder deres farver og "våben" flere dage i forvejen. Pulverfyldte balloner, litervis af farvet vand, sprøjter og vandpistoler, for Holi, alt er godt.
Kvinder praktiserer en mere holdbar form for kropsmaleri (en til tre uger) ved hjælp af henna, såvel til religiøse helligdage som til bryllupper. Henna-dekorationer producerer toner fra orange til sort. Det bruges til både pleje og kropsdekoration. Motiverne repræsenteret alle en symbolik i indernes tro.

## Vægmaleri
I titusinder af år har mennesket ønsket at dekorere væggene for at illustrere deres daglige liv, for at pynte deres opholdssted, for at ære deres guder, for at jage onde ånder væk, for at fortælle en historie, for at illustrere en legende.
Vægmaleri i Indien er en del af den kollektive hukommelse.

### Forhistorisk maleri fra 26 000 f.Kr.
Siden oldtiden har mennesket tegnet i huler, på vægge og på gulve for at tale om deres liv og dekorere, men uden at lægge religiøs betydning i malerierne. Det indiske subkontinent er efter Australien og Afrika, landet med det største antal klippehuler, der hovedsagelig befinder sig i centret af Indien (Madhya Pradesh, Chhattisgarh og Jharkhand).
Man kan ikke datere alderen præcist. Det er i det væsentligste billeder, der er malet i rødt med jernoxider (hæmatit), for hvilke det ikke er muligt at bruge kulstof 14 metoden, der kun kan anvendes på pigmenter af organisk oprindelse (for eksempel kul). Hvis nogle af disse pigmenter blev brugt, blev de ikke konserveret, fordi det er en udendørs kunst, udsat for lys og elementer, i modsætning til kunsten i europæiske huler. De ældste indiske malerier er petroglyffer mellem 10.000 og 28.000 år gamle ifølge kilder, såsom dem der findes ved Bhimbetka i Vindhya-bjergene nord for Narmada-floden i staten Madhya Pradesh og ved Jogimara (Sarguja) nær Narmada i staten Chhattisgarh. Klippermalerierne varede indtil det 3. årtusinde f.Kr.
Der er en stor mangfoldighed af dyr. En enkelt sammenligning: ud af omkring tusind dyrepræsentationer i Pachmarhi (Vindhya-bjerget, Madhya Pradesh) identificeres 26 forskellige arter, mens der i Lascaux i Frankrig, ud fra et ækvivalent antal, kun er 9 arter.
I Bhimbetka findes et 9.000 år gammelt mesolitisk maleri, der viser en gruppedans udført af Sadani-folket. Gådefulde er nogle 10.000 år gamle hulemalerier i Chhattisgarh, men selv om værkerne er interessante, skal teorien om UFO-malerier naturligvis tages med et gran salt.
De fleste af hulemalerierne blev udført ved hjælp af røde og hvide pigmenter, mere sjældent grøn og gul. I Bhimbetka er der 20 forskellige farver. Hulemalerierne i Bhimbetka var sandsynligvis værker af stammerne Warli og Saura.

### Buddhistisk vægmaleri, fra det 3. århundrede f.Kr. til det 12. århundrede
Buddhistisk kunst blev født i det indiske subkontinent, sandsynligvis i århundrederne efter den historiske Buddhas død (6. og 5. århundrede f.Kr.). De første kunstneriske manifestationer, som attesteres af arkæologiske opdagelser, findes dog tilbage til Ashokas regeringstid (304-232 f.Kr.).
Den første fase, som især er indisk, kaldes den anikoniske fase (billedforbuds fasen), hvor personen Buddha udelukkende vises med symboler. Omkring det 1. århundrede følger en ikonisk fase, hvor antropomorfe repræsentationer af Buddha vises.
I Indien satte den buddhistiske kunst sit præg på hele den hinduistiske kunst indtil buddhismens kvasi-forsvinden i det 10. århundrede hvor hinduismen og islam bliver de betydeligste religioner. Vi finder dog buddhistiske miniaturer på tørrede palmeblade fra det 11. og 12. århundrede i Bihar og Bengalen.
Eksempler på buddhistiske fresker findes i de 30 kunstige buddhistiske huler i Ajanta, malet fra det 2. århundrede f.Kr. til det 8. århundrede og i de 12 buddhistiske huler i Ellora, der stammer fra det 5. til det 8. århundrede.
Se også buddhistisk Tanga og buddhistisk miniature.

### Ikonisk Jain maleri fra det 8. århundrede
Jains har bidraget stærkt til udviklingen af billedkunsten i Indien, såvel som i udviklingen af arkitektur og skulptur. Deres tradition i malerkunsten er lige så gammel som den buddhistisk malerkunst. Man kan finde et stort antal af deres værker af en ekstraordinær kvalitet, på vægge, på palmeblade, på stof, på træ osv.
Jain-hulerne ved Ellora (hule 30-34 bygget mellem det 7. og 13. århundrede) har dimensioner, der viser asketismen i jainismen. Hulerne er mindre end buddhist- og hindu-hulerne, men dog udskåret lige så raffineret som de hinduistiske og buddhistiske huler. Disse huler er dog forskellige fra de andres, da deres lofter var rigt dekoreret. Fragmenter af malingen er stadig synlig i dag.
Se også jain Vestrapatas og jain miniature.

### Puranisk maleri fra Kerala, fra det 8. århundrede til det 19. århundrede
Kerala er, sammen med Rajasthan, kendt for at have de største samlinger af vægmalinger baseret på puranske temaer fra den gamle indiske mytologi. De fleste af disse malerier er lavet mellem det 15. og det 19. århundrede, mange stammer endda tilbage fra det 8. århundrede.
Templerne og paladserne i Kerala viser de sædvanlige sagaer om hinduistiske guder og gudinder samt digte der fortæller om deres heltegerninger.
Pigmenter, lim, børster osv. var alle lavet af naturlige planter og mineraler.
De ældste Kerala-vægmalerier blev fundet i huletemplet i Thirunandikkara, der nu ligger i Tamil Nadu. Det største vægpanel i Kerala - Gajendra Moksha - findes i Krishnapuram-paladset nær Kayamkulam i Alappuzha-distriktet.
De enorme vægmalerier repræsenterer scenerne i de hinduistiske epiks, Ramayana og Bhâgavad Gita. De findes i Mattancherry Paladset i Ernakulam-distriktet (Cochin). Vægmalerier fra Shiva Temple ved Ettumanoor viser de ældste former for Dravidiansk vægkunst.

### Chola fresker fra Tamil Nadu, fra det 9. århundrede til det 13. århundrede
Chola-dynastiet (fra det 1. århundrede f.Kr. til det 3. århundrede og fra det 9. til det 13. århundrede) i det sydlige Indien er nævnt i
Mahābhārata og gav navnet til kysten Coromandel (efter Chola mandalam, "Cholas land") i Tamil Nadu.
Man opdagede Cholas-fresker fra den anden periode af deres regime (850-1250) under nyere malerier. Under Nayak-regeringen (1529-1736) blev chola-fresker dækket af nyere malerier i Tanjore-stilen. De første af Chola-fresker blev opdaget i 1931 i templet Brihadisvara, der ligger i byen Tanjore og er et eksempel på den drâvidianske stil i den religiøse arkitektur. Det er et af de største templer i Indien.

### Mysore skolen fra Karnataka, fra det 14. århundrede
Mysore maleriet er en vigtig form for klassisk maleri fra Sydindien med oprindelse i og omkring byen Mysore i Karnataka. Denne stil blev støttet af Mysores ledere tilbage til Ajanta-tiden (fra det 2. århundrede f.Kr. til det 7. århundrede).
Mysore maleriskole blev født under Vijayanagar-kongeriget (1336-1565).
Med faldet af Vijayanagar-kongeriget i 1565 efter slaget ved Talikota (Hampi) emigrerede kunstnere, der indtil da var under kongelig protektion, til forskellige steder som Mysore, Tanjore, Surpur osv.
Den gamle Vijayanagar maleriskole absorberede lokale kunstneriske traditioner og skikke, der har udviklet sig til Sydindiske malerskoler, bl.a. i Mysore og Tanjore.
Kong Raja Wodeyar (1578-1617) gjorde denne malerform en god tjeneste ved at rehabilitere adskillige malerfamilier fra Vijayanagar-skolen.
Raja Wodeyars efterfølgere fortsatte ofte med at opmuntre kunstnerne til at udsmykke templer og paladser med mytologiske scener.
Imidlertid overlevede ingen af disse malerier på grund af krigens hærgen mellem briterne på den ene side og Haider Ali og hans søn  Tipû Sâhib på den anden.

Haider og Tipû, som besejrede Wodeyars, overtog styret i Mysore i en kort periode. Kunstnerne (Chitrakar) blomstrede dog under Tipû og Haiders styre.
Efter Tipû Sâhibs død i 1799 indledte Maharaja Krishnaraja Wodeyar III (1799-1868) en ny æra ved at genoplive de gamle traditioner i Mysore. Han genoplivede musik, skulptur, maleri, dans og litteratur. De fleste af de traditionelle Mysoreskole malerier, der har overlevet, hører til denne periode.
Mysores malerier er kendt for deres elegance, deres bløde farver og detaljerne. Temaerne for de fleste af disse malerier er guder, gudinder og hinduistisk mytologi.
Der er stadig moderne skoler, der underviser i Mysore-stil i Mysore, Bangalore, Narasipura, Tumkur, Sravanabelagola og Nanjangud.

### Tanjore skolen fra Tamil Nadu, fra det 16. århundrede
Byen Tanjore (eller Thanjavur)  indtager en unik plads i historien om indisk malerkunst. Malerne, der emigrerede til Tanjore efter faldet af Vijayanagar-kongeriget i 1565 dækkede Chola-freskerne med malerier i Tanjore-stil.
"Religiøse malerier med en kongelig arv" er det, der kan siges om Tanjore malerier.
 
Tanjore var tidligt Chola-dynastiets hovedsæde (850-1250), men senere blev Tanjore styret af Nayak-dynastiet (1532–1673). Under Nayaks regeringstid begyndte kunstnerne i Tanjore at dekorere templer, bygninger, paladser og boliger for konger og Marathe* adelen.
Nayak-regenterne opmuntrede kunsten, hovedsageligt dans, klassisk musik og litteratur. Vijayanagar-kongerigets fald og ødelæggelsen af Hampi under slaget ved Talikota i 1565 forårsagede en migration af malerne, der var afhængige af af Vijayanagar-imperiets beskyttelse.
Tanjores malerier er kendt for deres rigdom, deres lyse farver. Kompositionerne af små elfenbenportrætter var meget populære. De blev generelt båret som vedhæng kaldet rajaharam.
Malerierne på stoffer, der er limet på træ, repræsenterer især guderne i den hinduistiske mytologi, Krishna, Ganesh, Laxmi, Parvati, Sarasvati... Det er dog Krishna, der har førstepladsen, fordi han er repræsenteret gennem forskellige episoder i hans liv; hans barndom, hans eventyr i ungdomsårene spillende fløjte for at forføre de unge piger, eller som voksen i selskab med Radha, hans yndlingshustru.
Museer og gallerier i Chennai (tidligere Madras) huser fremragende samlinger af Tanjore-malerier. På britiske museer, bl.a. Victoria & Albert i England kan man se en stor samling af Tanjore-malerier af Company Paintings-stil. Nationalmuseet i København huser også en fin samling af Tanjore-malerier fra 1600-tallet. Kong Christian IV af Danmark havde fået tilladelse til at bygge et fort i Tranquebar, Dansborg, tæt på Tanjore.
Mange kunstnere producerer stadig værker ved hjælp af disse traditionelle teknikker.
```
* Som navnet antyder, har 
Marathe-imperiet
 sin oprindelse i den region, der nu udgør staten Maharashtra. I det 17. århundrede førte Shivâjî Bhonslé et oprør mod Mughal Empiret. Under hans og hans søn Sambhajis regeringstid strakte det marathiske territorium sig over Ganges-dalen og store dele af det centrale Indien.
```

### Rajput skolen fra Rajasthan, fra det 16. århundrede til det 19. århundrede
Rajput (eller râjpoute) maleri er en betegnelse for forskellige skoler, der dannedes i det 16. og begyndelsen af det 17. århundrede og udviklede sig i løbet af det 18. århundrede ved det kongelige hof i Rajasthan.
Talrige vægmalerier er blevet malet i paladser, inden i fæstninger og havelier, især i Shekhawati-regionen.
Se også Rajput miniature.
```
* 
Rama
 er en mytisk konge i det gamle Indien, hvis heroiske liv fortælles i 
Rāmāyaṇa
, en af de to store eposer fra Indien, skrevet på sanskrit. 
Sita
 er Ramas hustru, som hun har et indviklet sentimentalt liv med. Hun personificerer det dyrkede land og dets vegetation og symboliserer frugtbarhed.
```

## Rullemaleri
Rullerne er papirark der er syet sammen og undertiden monteret på lærred. Deres bredde spænder fra 10 til 35 cm, og deres længde, sjældent under 1 m, som kan gå op til 5 m eller mere (Thangas kan blive op til 20-30 meter). I hver ende af disse ruller bruges en bambusstok (undertiden dekoreret med indgraverede mønstre) til at rulle værket. Maleriet udføres af en eller flere malere ved hjælp af naturlige farver. Sort opnås således med trækul eller brændt ris, rød med betel, blå med frugten af et træ kaldet nilmoni, osv. For at påføre disse farver tilføjes smeltet træharpiks.
Patta Chitra er den bedst kendte rullemaleri-skole. Men andre skoler fulgte, såsom Company stilen, der også er berømt for sine miniaturer.

### Patta Chitra fra det 5. århundrede f. Kr.
Patta Chitras rullemaling stammer fra Orissa og praktiseres hovedsageligt i Orissa og Bengalen. Dens distinkte stil med stærke linjer og lyse farver indikerer, at den nok er påvirket af stammekunst.
Det religiøse maleri er tæt knyttet til kulturen Jagannâtha (universets herre), Krishnas niende avatar, især æret ved byen Puri. Værkerne repræsenterer hovedsageligt scener fra indisk mytologi og de to store epos af Râmâyana og Mahābhārata samt lokale legender.
I Bengalen er maleren også en sanger. Historiefortællerne, kaldet patua eller chitrakar, der også er enestående malere, gengiver efter en tradition som er specielt for dem, fantastiske figurer, en tradition der er gået i arv fra deres forfædre. Motiverne, der er malet af patuas-folket i Bengalen, er ekstremt forskellige.
Deres publikum er hovedsagelig hinduer og muslimer, undertiden katolikker. Nogle patua-malere afbilder den franske revolution såvel som atombombe katastrofen i Hiroshima eller temaer med generel information (såsom en cyklon der ødelagde distriktet Midnapur, eller Mother Teresas død).
Oprindeligt blev malerierne lavet på tørrede palmeblade (Tala Patta Chitra: Tala = palmetræ, Patta = blad, Chitra = illustration), men med tiden blev palmeblader ofte erstattet af silke eller bomuld overtrukket med en blanding af gummi, tamarindfrøpasta og kridt. Denne flade, kaldet patta, slibes derefter let for at opnå en helt glat overflade. Malerne, som også er sangere, går fra landsby til landsby for at præsentere deres malerier på ruller af stof eller papir og for at fortælle om hinduistiske epos eller om de store sandeltræmyter. Hovedtemaerne i illustrationerne er verdenshistorien fortalt gennem Vishnus 10 avatarer, Krishnas liv eller Ganeshas liv.

### Nakashi Patta Chitra fra det 2. århundrede f. Kr.
I Cheriyal blev de historiefortællende bomulds-ruller taget med på fortællernes ture for at berette om eposerne for landsbyboerne. Rullerne er stiliserede malerier af Nakashi-kunst, rigt på mønstre, og karakteristisk for staten Telangana.
Kun nogle få familier praktiserer stadig denne tradition. Temaerne er meget landsbyagtige (bryllupsdansscener, hyrder der fører deres besætninger, kvinder i deres daglige aktiviteter). Farverne er for det meste røde og blå.

### Bouddhistisk Thanga fra det 5. århundrede
En Thangka er bogstaveligt talt "en ting, der skal rulles ud". Det er et maleri eller en tegning, på stof eller lærred, der er karakteristisk for buddhistisk kultur i Tibet, Nepal, Bhutan, Sikkim og Arunachal Pradesh. Den findes i alle størrelser, fra bærbare thangkas, der kan rulles op med to stænger der passeres gennem deres hems, til thangkas der er beregnet til at blive rullet ud på en skråning eller væg, og som kan have en bredde på op til 10-30 meter. De ældste kendte Thangkas kommer fra nogle få steder i Indien, herunder Ajantâ-hulerne (fra det 2. til det 5. århundrede). De ældste Thangkas på stoffer er fra det 8. århundrede.
Thangka-malerier, der findes i Sikkim og Arunachal Pradesh, repræsenterer generelt symbolske mystiske diagrammer, guder i den tibetanske buddhisme eller bön-religion, men også portrætter af Dalai Lama. De er ofte beregnet til at tjene som en støtte til meditation. Diagrammet er under alle omstændigheder fyldt med symboler; det kan være forbundet med en guddom. Nogle mandalas, meget detaljerede og kodificerede, bliver semi-figurative, semi-abstrakte.
Se også buddhistisk vægmaleri og buddhistisk miniature.

### Phad fra Rajasthan, fra det 14. århundrede
Phad maleri er blevet praktiseret i Rajasthan siden det 14. århundrede, især i Thar-ørkenen (Jaisalmer, Bikaner). Phad-malerier præsenteres generelt i form af lange ruller af stoffer eller lærred, farvet med de dominerende farver i gul, rød og grøn. De transporteres af Bhopaer, disse omrejsende præster med oprindelse i Nayakas-stammen, der synger legenden om Pabuji, en helt og lokal gud, som er tilbedt af Rabari-stammen.
Bhopaerne synger også legenden om Devnarayan, der er en kriger, der er en legemliggørelse af Vishnu. Phad-ruller er 5 til 10 meter lange og præsentationen af hvert epos varer hele natten. Mestrene på Phad-skolen er mænd fra Joshi-familierne fra Bhilwara-distriktet, som var de eneste, der praktiserede dette maleri indtil midten af det 20. århundrede.
I 1960'erne oprettede Joshiji en skole - Chitrashala Institute - for at undervise i Rajasthani-maleri og især Phad-maleri.
Der er kun 13 kunstnere tilbage, der praktiserer denne kunst.

### Jain Vastrapatas fra det 15. århundrede
Jain-malerierne på papir og tekstil (vastrapatas) fortæller om Jain traditionerne. Det bedst kendte værk er et rullemaleri (længde 210 cm) fra 1610 (se foto), hvor kejseren Jahangir forbød forbrug af kød under Jain-festivalen i Paryushan. Rullen er bevaret i Lalbhai Dalpatbhai Museum i Ahmedabad.
Se også ikonisk Jain maleri og jain miniature.

### Chitrakathi fra det 17. og 18. århundrede
Chitrakathi, Chitra (billede) - Kathi eller Katha (historie), er malerier, der normalt bruges af historiefortællere fra Maharashtra og Andhra Pradesh. Ved at vise store billeder til publikum præsenterer fortælleren begivenheden med et enkelt musikinstrument som ledsagelse. Denne praksis spillede en meget vigtig rolle i det 17. og 18. århundrede. Disse billeder bliver stadig malet i Kudal, Sindhudurga-distriktet i Maharashtra.
Chitrakathi-malerierne er udført på håndlavet papir med naturlige farver. Det er en næsten uddød kunst, der udøves af Thakkar stammesamfundet i Maharashtra. Chitrakathi-kunstnere er et samfund af emigrantfortællere.
En vigtig samling findes i Raja Dinkar Kelkar-museet i Pune.

### Jadupatua fra Bengalen, fra det 19. århundrede
Santhal-stammen er kendt for sine rullemalerier, som har samme udtryksformer som i Patta Chitra.
Se også santhal-stammen.

### Kalighat fra Kolkata, midten af 19. århundrede
De første Kalighat-malerier i midten af det 19. århundrede var rullemalerier.
Malerne var både historiefortællere og sangere.
Se også Kalighat fra Kolkata.

## Miniature
Indiske miniaturer er malerier i små formater, oftest produceret på papir, undertiden på træ eller elfenben, udviklet fra persiske miniaturer. De ældste miniaturer er buddhistiske fra 8. til 12. århundrede og Jain fra det 11. til det 16. århundrede.
Specificiteten ved indisk miniaturekunst er den poetiske naturalisme og kærligheden til natur, flora og fauna.
Hver region har en særlig miniaturestil, fx i Pahari, Rajasthani, Deccani og Moghol skolerne. I Rajasthan er miniaturerne stærkt inspireret af deres miljø: ørkenen, den ridderlige tradition, de heroiske mænd og de smukke kvinder med farverigt tøj på en dyster og øde baggrund. De ædle rajput-krigere fra Rajasthan grundlagde forskellige kongeriger, som konkurrerede om at få overherredømmet i kunsten. Denne kulturelle chauvinisme genererede en raffineret stil. Kongehusene sponsorerede miniatureskoler og hvert fyrstedømme og næsten hver by udviklede deres særskilte stil.
Victoria- og Albert-museet i London samt Frankrigs Nationalbibliotek i Paris har en stor samling af indiske miniaturer.

### Belysning af indisk miniatureteknik
I en malerworkshop arbejder forskellige fagpersoner sammen: kalligrafer, tegnere, kolorister og bogbindere. Før lærlingen skal indvies som maler, skal han først kopiere de klassiske modeller, udført med tynde skind af ged eller gazelle. Modellerne gentages, indtil de huskes udenad. På den hvide baggrund laves en første skitse i rødt, derefter påføres de farvede masser, og en mørkere kontur afslutter arbejdet. Detaljerne (ansigtstræk og smykker) bliver malet sidst.
Den indiske maler arbejder siddende på jorden med arket fastgjort på et bræt. Hans udstyr består af et udvalg af hårbørster af gede- eller egern-hår og skaller til farverne. En børste med et enkelt hår kan bruges til at tegne umærkelige linjer til hår og øjne. Papiret, der er lavet af vegetale fibre (bambus, jute, hamp), bomuld linned og sommetider silkestof (i Deccan), kan farves med afkog af safran, henna eller indigo blade. For at gøre dem modstandsdygtige limes bladene med stivelse, gummi eller glukose og poleres efter tørring med en hård sten, så børsten let glider.
Den uendelige variation af pigmenter er af naturlig oprindelse. Sort er for eksempel fremstillet af kulstof eller af metal med blandet oprindelse (metallsalt og tannin). Gul og orange fås fra safran, svovl eller henna bark, og gul orpiment, typisk indisk, kommer fra ko-urin blandet med mangoblade.
Pigmenter af mineralsk oprindelse er malachitgrøn, blå af lapis-lazuli eller azurit, som er et kobbercarbonat. Hele spektret fra okker, rød til brun, kommer fra landet, mens rød lak udvindes fra cochineal. Den færdige miniature placeret på en marmorplade gennemgår en endelig polering på bagsiden, hvilket giver farverne en næsten emaljeret glans. Margenerne (hashiya) udgør et ikke-ubetydeligt element i Mughal-miniaturerne: farvede net, vask eller gylden krans grænser op til miniaturen, derefter en margin, slebet med guld eller sølv eller med marmoreret papir eller dekoreret med stencil, indrammer den malede side.

### Bouddhistisk miniature, Pala og Sena dynastierne, fra det 8. til 13. århundrede
Historien om miniaturen begynder i Østindien (Bengalen og Nepal) i buddhistiske klostre omkring det 8. århundrede. De ikonografiske regler var strenge og illustrerede generelt Buddhas liv.
Desværre blev mange af bogsamlingerne i disse klostre ødelagt under den tyrkiske invasion i 1192, og buddhistiske munke og malere blev tvunget til at søge tilflugt i Himalaya-regionerne og i Nepal.
De buddhistiske miniaturer på palmeblade er lavet i det 11. og 12. århundrede i Bihâr og i Bengalen. På det tidspunkt styrede Pala- og Sena-dynastierne (8. til det 13. århundrede) Bengalen og Bihar.
Pala er et indisk buddhistisk dynasti, der regerede fra det 8. til det 11. århundrede. Dynastiet blev grundlagt omkring 750 af Go Pala, der blev valgt til konge for at afslutte et halvt århundredes uorden. Efter de muslimske invasioner ledet af Muhammad Khilji i slutningen af det 11. århundrede, forsvinder Pala-dynastiet og erstattes i regionen af deres tidligere allierede, Sena-dynastiet.
Ved ankomsten af Sena, fusionerer hinduismen, som var sponsoreret af kongestyret, med buddhismen og Buddha bliver en
avatar af Vishnu. Sena-dynastiet regerede derefter fra det 12. til det 13. århundrede.
Kommende fra den sydlige del af regionen blev Sena-dynastiet grundlagt i 1070 af Hemanta Sena, som oprindeligt tjente Pala-dynastiet. Han tog magten og erklærede sig uafhængig i 1095. I 1202 blev hovedstaden Nadiya evakueret før ankomsten af general Bakhtiyar Khalji fra Ghurid (persisk) stammen. Ghuriderne erobrede den vestlige del af Bengalen i 1204. Lakshman Sena døde kort efter, og hans efterfølgere regerede i nogen tid over den østlige del af Bengalen (nu Bangladesh). Den politisk magt overførtes til Delhi-sultanatet med Keshab Senas død i 1230.
Se også buddhistisk vægmaleri og buddhistisk Tanga.

### Tala Patta Chitra fra Orissa, fra det 8. århundrede
Tala Patta Chitra er en miniaturestil fra Orissa, startende i det 8. århundrede.
Malerierne blev oprindeligt lavet på tørrede palmeblade, skåret i lige store rektangler og syet sammen med sort eller hvid tråd. Tegningerne blev indgraveret ved hjælp af en slags blækpenne og de opnåede graveringer udfyldt med blæk. Når linjerne var defineret, blev der brugt vegetale farvestoffer for at farve tegningerne. Men for det meste var disse malerier bikromatiske, sort og hvid.
Maleriet er tæt knyttet til Jagannâtha-kulten, Krishnas niende avatar, især kendt i Purî. Værkerne repræsenterer hovedsageligt scener fra indisk mytologi og de to store epos af Râmâyana og Mahābhārata, men også lokale folkesagn.

### Jain miniature, fra det 11. århundrede
Jains har, ligesom i arkitektur og skulptur, i vid udstrækning bidraget til udviklingen af billedkunst i Indien. Man kan finde utallige mængder af deres værker af ekstraordinær kvalitet, på vægge, på palmeblade, på stof, på træ og på manuskripter. Ellora har meget rige loftsmalerier i Jain-hulerne.
Jain-miniatur kaldes Gujarat-stil eller mere specifikt Jain-stil.
```
* Beskrevet i 
Kalpasutra
: For Jains er tiden en evig cyklus. 
Utsarpini
 er en positiv cyklus, hvor menneskelig moral og naturlige forhold forbedres over tid. Efter Utsarpini begynder 
Avasarpini
, som er en negativ cyklus, hvor moral og menneskelige dyder nedbrydes.
  I midten af hver stigende og faldende cyklus bliver 24 sjæle 
Tirthankaras
. Tîrthankaras er Jain-mestrene, skaberne der viser vejen for disciplene. De er 720 i antal, men kun de sidste 24 bliver ophøjede. De 24 sjæle akkumulerer speciel karma (skæbne) kaldet Tirthankar Nam Karma. Det er karma, der vises i den sidste tredjedel af deres liv.
```

I Vestindien, Gujarat og Rajasthan, optrådte Jain-miniaturen omkring det 11. århundrede og døde ud med muslimers ikonoklasme. Skrivere kopierede salmer, sagn, fabler og biografier med gyldent blæk. Den mest illustrerede tekst var Kalpasutra*.
Miniaturebillederne var kun til stede ved introduktionen og afslutningen af teksten for at bevare tekstens esoteriske karakter. Kalligrafien blev udført i guld eller sølvfarve på rød, lilla eller blå baggrunde.

Skriveren var den, der visualiserede helheden og definerede det rum, der var forbeholdt maleren. Formaterne var ikke særlig store (på grund af palmebladets form), hvilket tvang kunstneren til at male på en fortællende måde. Karaktererne er meget stiliserede på en monokrom blå eller rød baggrund med øjne malet på ydersiden af et ret stramt ansigt. Et lille format der illustrerer de meget rigt dekorerede kostumer med lyse farver og masser af guld.
Se også jain vestrapatas og ikonisk jain maleri.

### Nirmal skolen, fra det 14. århundrede
Nirmal malerier på træ, møbler, legetøj og miniaturer i Adilabad-distriktet (Telangana) er en lille industri i byen. Håndværkerne danner deres eget samfund og lever i Nirmal. Deres malerier har gyldne nuancer. Udviklingen i Nirmal-kunsten stammer fra Kakatiya-dynastiet. Denne kunst blev praktiseret i det 14. århundrede af en gruppe håndværkere kendt som Naqash. Mughals elskede, og støttede økonomisk, denne kunst. I 1950'erne bragte Lady Hydari* disse kunsthåndværkere til den fyrstelige delstat Hyderabad og promoverede deres håndværk. Farverne i malerierne er udvundet af mineraler fra urter og andre planter. Temaerne er inspireret af Ajanta og anden Mughal-kunst.
Nirmal's miniaturer er lavet af blødt hvidt træ kaldet Ponniki, som hærdes ved at børste det med tamarindfrøpasta og dække det med fin muslin og pipeler. De anvendte farver er ekstrakter af planter og mineraler. På en mørk baggrund fremhæves malerierne med en gylden farve lavet af urtesaft.
```
* 
Amina Hydari
 var gift med Sir Akbar Hydari, statsminister i staten Hyderabad.
```

### Dekkan miniature, fra det 16. til 19. århundrede
Deccan-maleriet blomstrede i det 16. og det 17. århundrede og gik gennem flere faser af pludselig modning og langvarig stagnation i det 18. og 19. århundrede efter Mughal erobringen af Deccan. De fleste af de stilarter, der bruges af Deccan-malere, er af islamiske traditioner (tyrkisk og persisk), især arabeskerne, hvor disse er udsmykket med deccansk løv.
Deccan Sletten er omfattet af flere stater i det centrale Indien, Maharashtra mod nord, Chhattisgarh mod nordøst, Andhra Pradesh mod øst, Karnataka mod vest, og mod syd strækker sletten sig ind i Tamil Nadu.
Den vigtigste Dekkan by er Hyderâbâd, hovedstaden i det nuværende Telangana. Andre vigtige byer er Bangalore, hovedstaden i Karnataka, samt Nagpur, Pune og Sholapur i Maharashtra. Tre store floder dræner med deres sidefloder sletten, Godâvarî i nord, Krishnâ i centrum og Cauvery i syd.
I det 16. århundrede, blev sultanatet af Bahmani i Dekkan efterfulgt af muslimske dynastier, før Mughal-invasionerne. Disse kongeriger Ahmadnagar, Bijapur, Golconde og senere Hyderabad, var til dels shiamuslimske, mens Mughal-befolkningen var sunnimuslimer. De havde deres egen stil (dekkani kalam). De indiske bidrag kom fra det sidste store hinduistiske rige Vijayanagar-kongeriget, mens de udenlandske bidrag kom fra Afrika, Arabien, Persien eller Anatolien.
Mughal-indflydelsen er mærkbar i disse Dekkan-skoler, især i portrætter, men der er en markant udtryk for luksus, tekstiler, guld og indretning. Farvepaletten er omfattende, og de mere detaljerede kompositioner er ofte præget af kæmpe blomster.
Ahmadnagars territorium blev annekteret af Akbar, og Bijapur og Golconde blev udslettet i 1686 og 1687 af Aurangzeb og hans sønners hær. Det er fra denne periode, at de fleste Dekkan-miniaturer stammer. Golconde-kunst er den bedst repræsenterede. Talrige serier af portrætter blev udført, der repræsenterede sultanerne fra Golconde, deres generaler og hovmestre, men også regenterne i Bijapur, Mughal-kejserne og deres vasaller. Disse portrætter blev udført af kunstnere der var tæt på den besættende Mughal-magt, for eksempel kunstneren til albummet Manucci. Senere, da Nizam fra Hyderabad efterfulgte sultanerne fra Golconda, forsvandt Dekkan malernes fyrsteordrer. Kunstnerne spredte sig eller nærmede sig nye sponsorer. Deres stil mistede sin karakter, og værkerne blev stereotype. Mange af disse album blev ægte historiske gallerier lavet til europæiske rejsende, så det er ikke ualmindeligt at finde disse album i Vesten.

### Rajput miniature, fra det 16. til 19. århundrede
Pahari-maleri

 
I kongerigerne i Rajasthan omfatter Rajput-skolen forskellige skoler indisk maleri udført i det 16. århundrede eller i begyndelsen af det 17. århundrede og det udviklede sig i løbet af det 18. århundrede ved kongelige hof i Stor-Rajasthan (det gamle Rajputana).
Nogle skoler har sin oprindelse i Mogul-maleriet, som i sig selv stammer fra blandingen af persiske miniaturer, indisk naturalisme og vestlige miniaturer og graveringer. Hvert Rajput-rige udvikler sin egen stil, som betyder at utallige skoler opstår. De mest berømte er skolerne i rājasthāni-provinsen: Mewar, Marwar, Bûndî, Jaipur, Bikaner, Kishangarh, Alwar, Kota og Jodhpur, men også i de gamle Rajput-kongeriger ved Himalaya foden. Pahari-maleriet er opstået.
Rajput-miniaturer findes hovedsageligt på papir i form af miniaturer i manuskripter, men der er også produceret mange vægmalerier i paladser og havelis.
Rajput-malerier viser et vist antal temaer, især fra Râmâyana og Mahābhārata, Krishnas liv eller smukke landskaber. Rajput-maleri blev hovedsageligt udtrykt gennem miniaturer, men også på væggene i paladser, forter og havelis, især Shekhavatis. Mange bevarer effektiviteten af den elliptiske linje og den fladhed, der kendetegner miniaturen før Mughals og Rajasthans folkekunst. Mogholernes ankomst førte til en renæssance af maleriet, der varede indtil 1800-tallet. Derefter udviklede en stil med miniaturer af indisk, persisk og europæisk inspiration. Fra disse skoler blev der født to bemærkelsesværdige stilarter i indisk maleri: Pahari-maleriet med Kangra-stilen fra Himachal Pradesh (for eksempel i den gamle stat Guler) og Basholi-stilen fra Jammu & Kashmir. Kangra-stilen er kendetegnet ved sin delikatesse, dens femininitet, mens Basholi-stilen er fuld af styrke.
Denne tradition er stadig i kraft i Indien og overføres fra far til søn. Rajput-traditionen har slags renæssance takket være skolen Chitera Art School i Kangra (Himachal Pradesh), der underviser i Pahari-maleri.
I Dharamsala er der et Museum for Kangra Art.
Se også rajput vægmaling.

### Mogul miniature, fra det 16. til 19. århundrede
Mogul kongedømmet blev grundlagt af Babur (1526-1530).
Hans søn Humayun (1530-1540 og 1555-1556), på et tidspunkt flygtning i Persien, ved Shah Tahmasp hof, var følsom over for miniaturekunsten, og fra sit eksil vendte han i 1555 tilbage til Delhi ledsaget af to mestre i miniaturemaling. Han døde året efter, og Mogul-kunstens guldalder anses for at tilhøre hans efterfølgeres regeringer, tre af de store Mogul konger: Akbar, Jahangir og Shah Jahan.
Akbar (1556-1605), Humayuns søn, der steg op på tronen i en meget ung alder (14 år gammel), var en af de mest oplyste herskere i islam. Den samme tendens til synkretisme, som drev kejseren mod en universel religion, blev anvendt i Mogul-miniaturen, hvor forskellige påvirkninger eksisterede.
det kejserlige værksted bestod af emigrerede og inviterede miniaturemalere, muslimske kalligrafer fra det sephardiske hof, samt en del malere af hinduistisk oprindelse. De europæiske miniaturer spredte sig ligeledes takket være illustrerede værker bragt rundt af jesuit missionærer. I løbet af få år blomstrede således en ægte Mogul-skole.
Med Jahangir (1606-1627), søn af Akbar, en stor kunstelsker, nåede miniaturen en uovertruffen balance, det indiske naturalistiske bidrag smelter sammen med vestlige elementer som "clair-obscur" og perspektiv.
Jahangirs søn Shah Jahan (1627-1658), bedre kendt som en bygherren af Taj Mahal, et mausoleum til minde om hans kone Muntaz Mahal. Under hans regeringstid nåede maleriet en klassisk perfektion.
I 1658 tog Aurangzeb (1658-1707) magten fra sin far som han fængslede og anbragte i det røde fort Āgrā. Han var allerede i 1636 blev udnævnt til vicekonge for Dekkan. Han er den sjette og sidste af Stor Mogul-riget og var temmelig ligeglad med kunsten.
Under hans efterfølgere kendte miniaturkunsten sin svanesang med smukke og næsten akademiske miniaturer. Snart vaklede imperiet under både eksterne og interne invasioner. I 1739, beordrede den persiske Nadir Shah plyndringen af Mogul hovedstaden og bragte dens fabelagtige rigdom med sig: guldtroner, overdådige smykker, men også værdifulde kejserlige manuskripter. Mogul Empiret led en lang smertefuld død indtil den sidste Timuride, Bahadur Shah 2 (1837-1857), blev detroniseret af briterne i 1862 og gik i eksil.

### Mogul provins miniature, fra det 18. århundrede
Efter sammenbruddet af den kejserlige magt søgte mange kunstnerfamilier tilflugt hos andre mæcener, Rajput-herskere eller nababs (nawabs), der styrede de imperiets provinser. Blandt sidstnævnte blomstrede skoler - kaldet Mogul provinsskoler (i Faizabad, Murshidabad og Farrukhabad) - en ny stil blomstrer. Lige som trubadurmalerier, favoriserede de sene Mogul-miniaturer malerier af zenana (damelejligheder), som er et romantisk og poetisk emne fra litteraturen.
Krigsherrens tapperhed blev fulgt af den amurøse og ulykkelige helt samt de tilbagevendende romantiske temaer, som mødet mellem Shirin og Khosrow, eller Sahib og Wafa ved brønden. Den næsten magisk religiøse episode, hvor Ibrahim Sultan fra Balkh bliver opvartet af englene er ofte repræsenteret, såvel som den maleriske jagt på Bhils (!) (stamme nord for Dekkan), eller kvinder, der besøger en sadhu (hinduisk asket), såvel som ragamalaen (blomsterkrans af raga), der illustrerer musikalske temaer af indisk oprindelse.

### Miniature fra Sydindien, fra det 16. til 19. århundrede
Den sydlige spids af den indiske halvø består af fire Dravidiansk-talende stater (Tamil, Malayalam, Kannada og Telugu). Tamil, et levende sprog, der tales i Tamil Nadu og op til den sydlige del af Andhra Pradesh, skabte i begyndelsen af vores æra en meget rig klassisk litteratur. De vigtigste historiske tekster, poetisk og mystisk af sanskrit oprindelse, er blevet omskrevet til tamil med en række varianter og beskriver et land med stærk brahmanisk tradition.
Religion og mytologi gennemsyrer hverdagen; de meget talrige templer giver plads til pilgrimsrejser, til festivaler dedikeret til de mange guddomme og deres utallige sagn. Synkretismen, der findes i den hinduistiske religion, mangfoldiggøre sekteriske, regionale og endog lokale varianter.
I 1565, efter nederlaget ved Talikota, blev Vijayanagar-kongeriget (Hampi), det sidste og store hinduistiske rige Sydindien, besejret af de muslimske koalitionsstyrker. Nogle kunstnerfamilier gik i eksil længere østpå i Andhra Pradesh, hvor deres tradition fortsatte med kalamkari, stoffer malet med mytologiske historier, som fortællere præsenterer omkring templer. I syd, mod Nayakas-provinserne, forbliver malerne tro mod de konventionelle papirminiaturer.
I det 18. århundrede bosatte mange malere sig i det gamle Madras Presidency. Talende telugu, producerede de populære billeder, syntetiske og lyse i farven, beregnet til pilgrimme, der rejste i stort antal til de hellige byer. Disse beundringsværdigt friske malerier er en usædvanlig dokumentation om indisk mytologi (Râmâyana og Mahābhārata) og etnografi. De udgør et uforligneligt repertoire af former. Her finder vi historier om eposer og store myter, om de hinduistiske guddomme udstyret med symbolske attributter og vist i præcise stillinger i en stram ikonografisk kodifikation. Vi genkender guderne ved deres bevægelser, attributter og våben, der viser deres styrker. De kan have mange arme til at vise deres magt eller vrede.

### Miniature fra Assam, fra det 16. til 19. århundrede
De fleste beboere i Assam er hinduister (65%) og muslimer (31%). De forskellige samfund taler 44 sprog, men især assamisk (49 %) og bengalsk (28 %).
Assam er kendt for miniaturemalerier i religiøse manuskripter fra det 16. til det 19. århundrede, som blev finansieret af klostre (Sattras) eller af kongerne for Âhom-folket.
Siden 1930'erne har nutidige kunstnere genoptaget miniaturestilen.

### Company stil, fra det 18. til 20. århundrede
Med udtrykket Company Paintings (eller Patna Kalam eller Kampani Kalam) menes malerier, der er lavet af indiske kunstnere på vegne af briterne, agenter for det engelske Company (handelskoloni) i Indien og i forlængelse heraf europæerne. Der var centre i Patna, Calcutta, Chennai, Delhi, Lucknow ... Dateret fra det 14. til det 20. århundrede, efterligner disse værker ofte den europæiske stil. Den franskfødte generalmajor Claude Martin (1735–1800), udstationeret i Lucknow, bestilte 658 malerier af fugle, herunder bl.a. en sort stork i et landskab. De er nu i Metropolitan Museum of Art's samling i New York.
Generelt er værkerne kendetegnet ved deres teknik, der er meget forskellig fra miniaturer (men mest i miniaturformat og lejlighedsvis på ruller), fordi de er malet på en bredere måde med gouache, ofte fortyndet for at efterligne akvarel. Imidlertid forbliver dette navn tvetydigt, fordi det også inkluderer et række malerier med vernakulær stil, men som også kunne være beregnet til europæernes smag, ofte fremstillet på bestilling. Dette sidste er tilfældet med en række malerier fra Sydindien. En anden væsentlig forskel for Company stilen er, at de oftest udføres på europæisk papir. Originale stilarter tog form, og varierede alt efter de regioner og byer, hvori sponsorerne opholdt sig. Denne praksis spredte sig derefter til at repræsentere erhverv, kaster, ... De var ofte indbundet i albums til rejsende. I det 19. århundrede havde mange artister boder, hvor de solgte til europæerne.
Fotoapparaternes fremkomst i slutningen af nittenhundredtallet gav dødsstødet til Company stilen.

### Surpur miniature fra Karnakata, fra det 18. til 21. århundrede
Surpur miniature-kunsten blomstrede under herskeren af Surpur, Raja Venkatappa Naik, mellem 1773 og 1858, beskrevet som Surpurs guldalder. Det var i denne periode, at kunstnere fra Garudadri-familien, der praktiserede miniaturemaleri, emigrerede fra Andhra Pradesh til Surpur (nu i Yadgir-distriktet i Karnataka).
Familierne i Garudadri er påvirket af Deccan Golconde-miniaturerne. Mens Garudadri-malerierne fokuserede på historier fra mytologi, fokuserede miniaturerne i Golconda på kongenes og sufisternes livsstil.
I det 20. og 21. århundrede fortsætter Surpur-traditionen med kunstneren og samleren Vijay Hagargundgi.

## Moderne kunst
Den moderne maleriretning i Indien begyndte i Kolkata i slutningen af 1800-tallet. De gamle maleri traditioner var mere eller mindre forsvundet i Bengalen, og kunstskoler blev oprettet af briterne.
I begyndelsen blev hovedpersonerne i den indiske kunst som Raja Ravi Varma inspireret af vestlige traditioner og teknikker, herunder oliemaleri og maleri på stativ.
Men kunstnerne i den "Bengalske renæssance", især Abanindranath Tagore og Nandalal Bose, kritiserer kraftigt Ravi Varmas "occidentale" stil, som de betragtede som vulgær og sentimental, blottet for værdi og mening. Senere, i 1962, sluttede Gruppen 1890 med Jagdish Swaminathan sig til kritikken, men kritiserede på samme tid den "pastorale idealisme" i Tagores og Boses Bengalskole. Bengalskolen var en reaktion på vestlig indflydelse og førte til en genoplivning af primitivismen, der støttede sig på Indiens rige kulturarv. Bengalskolen erstattes af Santiniketan-skolen, oprettet af Rabindranath Tagore, der vender tilbage til det idylliske landlige liv. På trods af sin indflydelse over hele landet i de første år mindskes vigtigheden af skolen i 1940'erne.

### Tagore familiens indflydelse
Tagore familiens indflydelse var meget vigtigt i Kolkata, både intellektuelt og kunstnerisk. Abanindranath Tagore, hans bror Gaganendranath Tagore, hans søster Sunayani Devi, hans onkel, digteren Rabindranath Tagore og hans nevø Subho Tagore bidrog fra kolonitiden til postuafhængigheden til opbygningen af moderne indisk kunst. Maleren Abanindranath Tagore var den første, der hævdede en national kunst, en indisk autenticitet. Han hentede sin inspiration fra Nordindiens hofmalere.
Fra da af brød man væk fra vestlig akademisk illusionisme, og gik tilbage til subkontinentets rige kunstneriske arv.
Gaganendranath og digteren Rabindranath Tagore valgte andre kunstneriske veje for at manifestere et afslag af nationalistisk billedkunst. De besluttede at åbne den indiske kultursfære for andre påvirkninger, blandt andet fra den europæiske avantgarde. Langt fra de nationalistiske strømninger med tilbagevenden til den "vediske guldalder" bekræftede Gaganendranath og Rabindranath Tagore deres kunstneriske tilhør til indisk tradition ved at hente inspiration fra andre kunstneriske former: japansk kunst, aztekisk kunst, kubistisk, ekspressionistisk eller ”fauve”. Uafhængigheden hjalp med til at berolige debatten mellem kunst og national identitet.
Subho Tagore, grundlægger af Calcutta Gruppen, var blandt de første indiske kunstnere, der åbent hævdede, at han tilhørte den internationale modernitet.

### Kalighat fra Kolkata, 1850-1940
Kolonimagten reducerede håndværket i landdistrikterne til næsten intet i det 19. århundrede. For at overleve emigrerede landbefolkningen til Kolkata, datidens britiske hovedstad. Samtidig begyndte skolerne for kunst og maleri at følge reglerne for traditionel Mughal-kunst, mens andre hinduistiske malerskoler mistede deres mæcener. Kalighat-stilen begyndte derfor at udfylde tomrummet i kunstverdenen i Bengalen.
De tidligste Kalighat malerier var rullemalerier. Malerne var historiefortællere og sangere. Landsbyboerne, der emigrerede til Kolkata, samlede sig omkring et sted kaldet Kalighat, fordi det er der, templet for gudinden Kali ligger (ghat betyder trappen ned til en hellig flod). Emigranterne bragte deres landlige kunst med sig, og på kort tid blev deres malerier kendt som Kalighat-stilen.
Kalighat-maleri har to forskellige stilarter:
- Traditionel eller orientalsk stil: I det 19. århundrede var Kalighat-malerier begrænset til temaer for den hinduistiske religion.
- Moderne eller vestlig stil: I begyndelsen af det 20. århundrede dukkede emner, der var centreret omkring tidens sociale og politiske spørgsmål op, i form af satirer.

Mediet til disse malerier udviklede sig også over tid, idet papir erstattede stof som hovedmateriale.
Denne kunsts popularitet forsvandt gradvist. Dens oprindelige popularitet i kolonitiden, var begrundet i dens etniske karakter, der udfordrede vestlige kunstformer. Men denne kunst fjernede sig for langt fra de former, der er anbefalet af hinduistiske tekster, så den kunne ikke være hellig. Men fra det 20. århundredes begyndelse blev betydningen af folkekunst vigtig for Indiens kulturelle identitet og Khaligat maleriet genvandt derfor sin betydning.
Den største samling af Kalighat-malerier findes i London på British Museum og Victoria and Albert Museum. De ønsker ikke at levere dem tilbage til Indien. Til gengæld har de tilbudt Indien en udstilling med disse værker!

### Bengal School of Art, 1900
Bengalskolen havde en stor indflydelse på de kunstneriske stilarter, der blomstrede i Indien under det britiske styre i starten af det 20. århundrede. Denne skole har været forbundet med indisk nationalisme, men den er også blevet opmuntret og støttet af mange britiske kunstadministratorer.
Bengalskolen har etableret sig som en nationalistisk avantgarde-bevægelse, der reagerer mod den akademisk malestil, der hidtil var blevet udført af kunstnere som Ravi Varmâ og kunstnere i britiske kunstskoler. Den indisk spirituelle indflydelse nåede til Vesten, og den britiske kunstlærer Ernest Binfield Havell forsøgte at reformere undervisningsmetoderne i kunstskolen ved at tilskynde eleverne til at efterligne miniaturer og Mughal-malerier. Denne retrograde ændring fremprovokerede en enorm kontrovers, med studenterstrejker og klager i den lokale presse. Havel blev støttet af kunstneren Abanîndranâth Tagore, en nevø af digteren Rabindranath Tagore. Tagore malede et antal værker påvirket af Mughal-kunst, en stil som Havell og han selv anså for at være udtryk for indisk åndelige kvalitet i modsætning til vestens materialisme.
Kunstnere: Abanîndranâth Tagore, Nandalal Bose, MAR Chughtai, Sunayani Devi (søster til Abanindranath Tagore), Manishi Dey, Mukul Dey, Kalipada Ghoshal, Asit Kumar Haldar, Sudhir Khastgir, Kshitindranath Majumdar, Sughra Rababi Seni Rammanohar Sinha, Kiron Sinha, Gaganendranath Tagore (bror til Abanindranath Tagore).

### Indian Society of Oriental Art, Abanindranath Tagore, 1907
I 1907 åbnede Abanîndranâth Tagore og hans bror Gaganendranath Tagore Indian Society of Oriental Art.
Abanindranath Tagore var den første, der gik ind for national kunst der udtrykte indisk "ægthed", og han hentede inspiration fra hofmalerierne i det nordlige Indien.
Hans bror Gaganendranath og digteren Rabindranath Tagore valgte snarere en åbning af den indiske kultursfære for andre indflydelser, blandt dem fra den europæiske avantgarde.
Med Shadanga (de seks principper for indisk maleri) fastsætter Abanîndranâth Tagore med delvis henvisning til Kama Sutra af Vatsyayana, de seks vigtigste principper i indisk klassisk maleri:
1) Roopa-Bheda eller kendskaben til formerne

2) Pramanami eller kendskaben til proportioner

3) Bhava eller indgydelse af følelser

4) Lavanya-Yojnam eller indgydelse af nåde

5) Sadradhyam eller kendskab til ligheder

6) Varnika-Bhanga eller viden og anvendelse af farver.

Han tilføjer to yderligere principper til denne liste:

7) Rasa, indbegrebet af smag, og

8) Chanda, rytmen.
De bedst kendte kunstnere er Abanindranath Tagore, Surendranath Ganguly, Nandalal Bose, Asit Kumar Haldar (barnebarn af Rabindranath Tagore) og Gaganendranath Tagore.

### Santiniketan, Rabindranath Tagore, 1924
Digteren og nobelprisvinderen i litteratur Rabindranath Tagore etablerede i 1901 en udeskole, hvis naturlige og montessorianske pædagogik afviger markant fra datidens metoder. Han kalder det fredens bolig (Shanti-niketan).
Det var først i 1924, at han resolut begav sig ind i billedkunst. Så 63 år gammel tøver han ikke med at risikere sig selv i et udtryksområde, hvor han ikke havde fået nogen specifik træning.
Rabindranath Tagore forsøgte at flygte fra et socialt og politisk miljø, som han ikke længere syntes at have stor indflydelse på. Han kan også have forsøgt at fjerne sig fra sin konflikt med Gandhi, som han dog beundrede.
Fra tyverne fandt han "hvile" ved at gå i gang med opførelsen af et bygningscenter for Shantiniketan og starte en billedkunstnerisk karriere. Forfatterens nye livsstil, kritiseres skarpt af hans ven Romain Rolland.
I et brev af 28. august 1930:
... På et tidspunkt, hvor lederne af hans folk er fængslet, og Indien lider i sin heltemodige passion, befinder [Tagore] sig i en anden sfære.
Rabindranath afviste kategorisk selve begrebet "indisk nationalisme". I 1908 skrev han: Jeg vil aldrig lade patriotisme sejre over menneskeheden, så længe jeg lever. For Tagore var horisonten for Indiens uafhængighed ikke nationen, men frigørelsen. Frihed mod diskrimination på grund af kaste, køn og social gruppe. Denne drøm om frihed, trues nu af den konservative hinduistiske nationalistiske bølge under Modis regering i 2020.
Nationalisme er for Tagore et vestligt begreb, skabt for at retfærdiggøre en imperialistisk politik. Nationerne forvandler folk til rovdyr, der kaster sig over ”no-nations” (som Indien) og pålægger de erobrede lande en fred baseret på terror.
Således fordømte Rabindranath Tagore værdierne af en ”indienhed” forsvaret af Havell. Ifølge Tagore ville det at vende tilbage til den vediske guldalder føre til en etnisk nationalisme, som udelukker de andre former for kultur, der havde udviklet sig på Indisk jord. For ham var en nationalistisk politik i Indien såvel som en nationalistisk kunst ægte afvigelser. På Dhaka-konferencen i 1926 (The Meaning of Art) sagde han: Jeg opfordrer kraftigt vores kunstnere til at benægte deres forpligtelse til at fremstille noget, der kan betegnes som indisk kunst, for at tilfredsstille en gammel verdens manerer.
Indflydelsen fra vestlig samtidskunst er meget mærkbar i de menneskelige figurer, der udgør en vigtig del af digterens bildende kunst. Størstedelen af disse værker præsenterer en enkelt person, som ofte skiller sig ud på en udfarvet eller blank baggrund.
I et maleri uden titel, der repræsenterer et mandeansigt, minder den kantede karakter af profilen og dens nedbrydning i rektangulære overflader om Percy Wyndham Lewis. Det er sandsynligt, at Rabindranath Tagore fandt sin inspiration i den britiske vorticisme, der var stærkt præget af kubistiske og futuristiske eksperimenter. I repræsentationen af en kvinde malet mellem 1928 og 1930 er figuren som omgivet af en farvet aura, der ikke har en religiøs reference. Dette maleri minder om værkerne fra Gustave Moreau eller Odilon Redon, som digteren havde opdaget under sit ophold i Paris.
De første udstillinger af hans værker fandt sted i 1930 i Europa og De Forenede Stater, men først i december 1931 har Tagore sin første udstilling i Indien. Rabindranath Tagore siger, at et stort antal parisiske kritikere udviste stor interesse for hans tegninger: En autoritet fortæller mig, at jeg havde opnået noget i disse billeder, som franske kunstnere forgæves havde forsøgt at nå frem til. Jeg kunne ikke tro det selv, men sådan var det... med disse ord i tankerne kom jeg til den konklusion, at jeg kunne have en vis tillid til mine egne evner som kunstner [...]. Præsentationen af hans værker i udlandet var for digteren også en måde at frigøre sig fra den systematiske forbindelse mellem kunst og nationalisme.

## Nutidig bykunst
Vestern indflydelse
Under kolonitiden havde vestens stor indflydelse på indisk kunst. Nogle kunstnere udviklede en stil tæt på den, der anvendes i Vesten med hensyn til komposition, perspektiv og realisme. Andre, som Jamini Roy, blev bevidst inspireret af folkekunst.
Uafhængigheden i 1947 gav adskillige indiske kunstskoler adgang til moderne teknikker og ideer. Gallerier blev oprettet for at præsentere disse kunstnere. Moderne indisk kunst afslører generelt indflydelsen fra vestlige stilarter, men den er ofte inspireret af traditionelle indiske temaer og billedekunst. Indiske kunstnere er begyndt at få international anerkendelse, først blandt den indiske diaspora, derefter blandt ikke-indiske samlere.

### Bombay Art Society, 1888
Bombay Art Society, den første kunstorganisation i Bombay, blev oprettet i 1888 for at fremme nutidskunst og tilskynde britiske kunstnere. Derefter begynder Bombay Art Society at inkludere indiske kunstnere i dens udstillinger. Fremtrædende kunstnere som Raja Ravi Varma, Ganapathi Mhatre og M.F. Pithawala sendte deres værker til konkurrencerne og vandt præmier.
Siden da har foreningen spillet en central rolle som en kunstfremmende organisation i Indien.
Arkitekt Sanjay Puri har tegnet en ny bygning med tre gallerier, til Bombay Arts Society (indviet i 2013). Det er den eneste offentlige bygning, der for nylig blev åbnet i Mumbai. Denne bygning er udelukkende dedikeret til kunst og kunstnere.
Bombay Art Society fortsætter ikke desto mindre med de årlige udstillinger (siden 1952) i Jehangir Art Gallery.

### Bombay Contemporary India Artists' Group, 1941
Gruppen Bombay Contemporary Indian Artist's eller Young Turks blev støttet af rektor for Bombay School of Fine Arts (Sir J.J. School of Art), Charles Gerrard. Deres stil var påvirket af traditionel indisk kunst og vestlig postimpressionisme.
 
De bedst kendte kunstnere er P. T. Reddy, B. C. Sanyal og Sailoz Mookherjea. Deres første udstilling fandt sted i 1941.

### Calcutta Group og socialrealismen, Subho Tagore, 1943-1953
I året med hungersnød i Bengalen blev Calcutta Group oprettet. Kunstnere, romanforfattere og filmskabere har forsøgt at fremstille hungersnødens rædsel med deres arbejde.
Den bengalske maler Zainul Abedin var en af de første der dokumenterede om hungersnød med hans skitser, der skildrede ofrenes kroppe. Med bogen Hungry Bengal (november 1943) viser kunstneren Chittaprosad Bhattacharya de mest morbide detaljer om hungersnød. Storbritannien konfiskerer og censurerer bogen.
Subho Tagore, nevø af Abanindranath Tagore, var blandt de første indiske kunstnere, der åbent hævdede, at han tilhørte den internationale modernitet. Han gar imod Abanindranaths og Rabindranaths holdning. Kunstneren skal hævde sin individualitet, men uden at forsømme sit sociale engagement.
De æstetiske orienteringer af Calcutta Group var genstand for et manifest med titlen Calcutta Group. Det var skrevet af billedhuggeren Prodosh Dasgupta og blev offentliggjort i 1949 under bevægelsens første retrospektive udstilling i Kolkata.

To væsentlige punkter i manifestet:
1) gruppen krævede at man afskaffede enhver religiøs indflydelse i kunsten for at afværge ethvert forsøg paa revivalisme (gudelig vækkelse),
2) gruppen hævdede, at der var behov for at inkludere den kunstnerisk skabelse i en forskningsproces, der tager hensyn til verdensudviklingen, såvel den sociale som politiske. Formålet var at åbne et nyt æstetisk og specifikt bengalsk perspektiv, der tager hensyn til de forskellige strømninger af modernitet.
Gruppen begyndte at udstille i 1945 og havde en udstilling med Bombay Progressive Artists' Group i 1950 i Bombay.
Hovedmedlemmerne var billedhuggeren Das Gupta og malerne Subho Tagore (grundlægger), Paritosh Sen, Gopal Ghose, Nirode Mazumdar og Zainul Abedin.

### Kashi Shailee, 1947
Inspireret af de vernakulære malere fra Uttar Pradesh (og Benares) og af indisk miniaturetradition, skabte den unge Ram Chandra Shukla (født i 1925) i 1947 en skole kaldet Kashi Shailee.

### Bombay Progressive Artists' Group, 1947-1956
The Bombay Progressive Artists' Group, skabt kort efter uafhængigheden af Indien i 1947, har til formål at etablere "en ny måde at udtrykke Indien på i den post-koloniale æra" i opposition til nationalismen i Bengal School of Art.
Grundlæggerne er seks kunstnere, der uddannede sig fra Sir JJ School of Art i Bombay:
K. H. Ara, S. K. Bakre, H. A. Gade, Maqbool Fida Husain, Sayed Haider Raza og F. N. Souza (Souza blev udvist fra skolen i 1945 for nationalisme og rejste til Paris!).
Selvom gruppen blev opløst i 1956, har den påvirket udviklingen af indisk kunst.
Næsten alle de store kunstnere i Indien fra 1950'erne var forbundet med denne gruppe, herunder Bal Chhabda, Vasudeo S. Gaitonde, Krishen Khanna, Ram Kumar, Tyeb Mehta og Akbar Padamsee. Kunsthistoriker Anand Krishna henviste også til værkerne fra disse moderne kunstnere, der afspejler den indiske filosofi.

### Delhi Silpi Shakra, 1949-1968
De fleste kunstnere fra bevægelsen Delhi Silpi Chakra (Delhi skulpturcirkel) var flygtninge fra Pakistan efter partitionen.
Grundlæggere: B. C. Sanyal, Pran Nath Mago, Rai Anand Krishna, K. S. Kulkarni, Dhan Raj Bhagat.
Andre kunstnere: Satish Gujral, Ram Kumar, Dinkar Kowshik, Krishen Khanna, Jaya Appasamy, Avinash Chandra.

### Ny-tantrismen, 1950erne og 1960erne
Tantrisk kunst præsenteres ofte som en form, der både er meget gammel og meget konceptuel, endda abstrakt. Fra starten er tantra tekster, der er ritualer i modstrid med brahminiske standarder for renhed, især med geometriske diagrammer.
Disse tekster har påvirket indiske kunstnere i årene 50-60. De fortolkede dem som indiske abstrakte former og derefter i modstrid med den herskende kultur, der tillader kritik af det indiske samfund indefra. Vi kender begrebet "orientalsk spiritualitet" i hippiebevægelser, men vi glemmer ofte påvirkningen af denne bevægelse hos unge indere, især i kunstneriske kredse, i maleri, poesi, dans eller film.
Nogle malere, som Raza, er inspireret af filosofisk-mystiske begreber som punktet (bindu) og spiralen. Spiralen drejer majestætisk fra den centrale bindu, dens cirkulære bevægelse med udrulning af gentagne vendinger, symboliserer i hinduisk kultur udviklingen af den menneskelige bevidsthed, eller den kosmiske udvikling af universet. Bevægelse kan køres i begge retninger tilbage til oprindelsen. Mange malere er blevet påvirket af denne geometriske og raffinerede æstetik.
Se også mandala.

### Baroda Group of Artists, 1956-1962
Baroda Group of Artists er et kollektiv af kunstnere, der er knyttet til Baroda School of Fine Arts (Vadodara) i Gujarat.
Inspireret af lærerne på School of Fine Arts, Narayan Shridhar Bendre og K. G. Subramanyan, søger gruppen en moderne æstetik. Den afspejler folkelige og mytologiske rødder og sociale bevægelser.
Kunstnere: Ghulam Rasool Santosh, Ratan Parimoo, K.G. Subrahmanyan, Prabha Dongre, Shanti Dave, K. Patel, Triloke Kaul, Vinay Trivedi, Narayan Shridhar Bendre, Balkrishna Patel, Jyoti Bhatt, Prafull Dave, Ramesh Pandya ...

### Society of Contemporary Artists', Calcutta, 1960
Gruppen blev oprettet for at skaffe lokaler til kunstnerne.
Udstillingen Banga Sanskriti Sammelan i 1959 blev optakten til at samle kunstnerne i Kolkata til et fælles projekt som året efter blev til Society of Contemporary Artists'. Gruppen var ligeledes foregangsmænd til de første forsog med grafisk print, som flere af gruppens medlemmer tog op.
Gruppen har gennem årene haft mange afgange og tilgange, men er den eneste overlevende nutidige gruppe.
Grundlæggere: Bijan Choudhury, Nikhil Biswas, Sanat Kar, Shyamal Dutta Ray, Sunil Das, Somnath Hore, Arun Bose.
  
Andre kunstnere: Bikash Bhattacharjee, Dharamnarayan Dasgupta, Ganesh Haloi, Lalu Prasad Shaw, Ganesh Pyne, Manu Parekh, Aditya Basak, Amitabha Banerjee, Sailen Mitra ...

### Group 1890, Bhavnagar, 1962-1963
Gruppen der blev oprettet på adressen hus nr. 1890 i Bhavnagar, Gujarat blev grundlagt af Jagdish Swaminathan.
Swaminathans og Group 1890's manifest afviser den vulgære naturalisme af Raja Ravi Varma og den pastorale idealisme i Bengalskolen. Kunstværkerne skal løses fra alle forpligtelser:
- Kreativitet har sit eget formål og er ikke relateret til det kunstneriske resultat.
- Værker bør ikke låses inde i kategorier eller historiske epoker.
- Værket er unikt og lever sit eget liv.
- Du skal føle værket, ikke bedømme eller evaluere det.
- Konklusion: kunstværket er frit!

Senere bliver Swaminathan direktør for Bharat Bhavan-museet i Bhopal. Han bevarer sin åbenhed og accepterer vernaculære værker uden at klassificere dem som stammekunst eller håndværk.
Kunstnere: Jagdish Swaminathan, Jeram Patel, Ambadas Khobragade, Jyoti Bhatt, Rajesh Mehra, Gulammohammed Sheikh, Raghav Kaneria, Reddappa Naidu, Eric Bowen, S. G. Nikam, Balkrishna Patel, Himmat Shah ...

### Calcutta 8 (1963), og Calcutta Painters' Group (1964)
I 1963 dannede otte kunstnere en gruppe kaldet Calcutta 8. De var Rabin Mondal, Prokash Karmakar, Bijan Choudhary, Nikhil Biswas, Gopal Sanyal, Mahim Roodra, Gunbritt Roodra og Bimal Banerjee. Calcutta 8 blev fusioneret med Calcutte Painters 'Group i 1964.
Calcutta Painters' Group bryder med de gamle bengalske skoler. De er efterfølgerne af Calcutta Group oprettet i 1943 og en afleder af Society of Contemporary Artists.
Kunstnere: Jogen Chowdhury (grundlægger), Sarbari Roy Chowdhury, Bijan Choudhary, Prokash Karmakar, der også oprettede sin egen gruppe, Prokash Karmakars 'Society of Artists i 1962, Ganesh Pyne, Isha Mohammad, Rabin Mondal, Bimal Dasgupta, Niren Sengupta , Dhiraj Chowdhury, Sandip Sarkar ...

### Cholamandal Artists' Village og Madras Movement of Art, 1966
Cholamandal Artists 'Village blev grundlagt i 1966 af medlemmer af Madras Movement of Art (grundlagt i 1965) og strækker sig over 3 ha 10 km syd for floden Adyar. Det er det største kunstnerkooperativer i Indien.
Madras Movement of Art er en pioner inden for moderne kunst i Sydindien med figurativt og abstrakt maleri.
En af grundlæggerne af Madras Movement of Art og Cholamandal Artists 'Village er K. C. S. Paniker, grundlægger af Progressive Painters' Association (P.P.A) i Chennai i 1944.
Kunstnere: K. C. S. Paniker, J. Sultan Ali, K. M. Adimoolam, Alphonso Arul Doss, Anthony Doss, Reddappa Naidu, Akkitham Narayanan, N. Ramanujam, M. Senathipathi, S. G. Vasudev, Velu Viswanadhan ...

### Samikshavad, en social politisk bevægelse, 1974
Samikshavad, den første vernaculære bevægelse i moderne kunst i Indien, blev født i det nordlige Indien i 1974. Professor ved det hinduistiske universitet i Benares i Varanasi (Uttar Pradesh), Ram Chandra Shukla, er inspirator og initiativtager med sit Samikshavad-manifest.
Samikshavad er meget forskellig fra vestlige kunstneriske bevægelser, som den hverken er påvirket eller inspireret af.
Den vigtigste inspirationskilde for Samikshavad er baseret på sociale, politiske, kulturelle og økonomiske problemer i Indien. Dets formål er at befri kunsten fra forpligtelser og at socialisere den, at bevæge sig fra en mystisk kunst til noget, der har et formål. En anti-vestlig, anti-individualist, anti-formalist, en anti-imitation af fortidens kunst, anti-forestilling, anti-korruption, anti- "forvirret kreativitet" bevægelse!
Blandt de få kunstnere, der blev inspireret af denne bevægelse: Ravindra Nath Mishra, Hridya Narayan Mishra, Santosh Kumar Singh, Virendra Singh Prasad, Ram Singh Shabd, Raghuvir Sen Dhir, Ved Prakash Mishra, Gopal Madhukar Chaturvedi, Bala Dutt Pandey…
Se også: Samikshavad manifestet.

### Intuitiv maling, 2005
Fra 2005 starter Ram Chandra Shukla en bevægelse kaldet intuitive malerier. Hans malerier viser hans følelser og åndelige oplevelser. I dag laver han moderne miniaturer med markører og penne.

### Outsider Art
Outsider Art Fair er blevet arrangeret i New Delhi i 2012, 2014, 2016 og 2018.
Nogle eksempler på Outsider Art i Indien:
- Outsider Artist Center & Cafe Shanti Niketan i New Delhi
- Udstilling "Paris-Delhi-Bombay - Centre Pompidou 2011"
- Rock Garden af Nek Chand i Chandigarh
- Devajyoti Ray's pseudo-realisme
- Hill Korwa-stammens magiske skrift

### Street Art
I Bombay institutionaliseres Street Art med et projekt, der dækker flere distrikter. Hundredvis af kunstnere deltager med den eneste regel at ikke reklamere for religiøse eller politiske budskaber. Den mest imponerende mur, 2 km lang, ligger i Senapati Bapat Marg.
Når man forlader de kaotiske gader i det centrale Delhi finder man en ny legeplads for gadekunstnerne. Den findes i de smalle gader i Hauz Khas Village, hvor man mødes af sort / hvide portrætter af indiske figurer. Disse værker, er nu er spredt i Lohdi-distriktet, det første indiske arrondissement, der udelukkende er afsat til gadekunst.
Oprettelsen af dette distrikt er resultatet af et initiativ fra St + art India, en Non Gourvement Association af gadekunstnere, hvis mål er at demokratisere kunsten. Kunstnerne forklarer, at kunst i Indien er forbeholdt en bestemt elite. Der er gallerier, men de er ikke aktive med hensyn til programmering af NGO-kunst. Der er museer, men disse tilbyder ikke adgangspriser til de fattigste. Vi ønsker, at masserne skal have adgang til kunst gratis.
Siden oprettelsen i 2014 har St + art givet adgang tl lokale og internationale kunstnere til at male murene i Delhi, Bangalore og Hyderabad. I 2016 sluttede kollektivet sig til det største indiske containertransportfirma. De har fået tilladelse til at male hundrede containere. Deres arbejde vil blive set af sejlere og forbipasserende over hele verden.
Ud over kunst har St + Art humanitære og sociale ambitioner. De samarbejder med regeringen om kampagner for forbedring af hygiejnen. Initiativet modtog endda støtte fra Bollywood-personligheder. Derudover fremmer gruppen indisk stammekunst for at bevare deres kultur. Disse initiativer er meget populære blandt befolkningen og myndighederne. I Indien ser gadekunst ud til at danne konsensus, og det er allerede en sejr i sig selv.

### Tegneserier
Tegneserier i Indien, kendt som Chitrakatha), er forholdsvis nyt og er stadig ikke særligt udviklet. Siden slutningen af 1960'erne har de dog udviklet sig med fortællinger om Râmâyana og Mahābhārata, men også didaktiske tegneserier for børn, tegneserier i pressen og historier om superhelte.
På trods af et antal af 100 millioner eksemplarer årligt, er tegneserier i Indien stadig stort set domineret af amerikanske tegneserier, og lokale produktioner er fortsat marginale. Tegneserien, der illustrerer Ambedkars liv (Bhimayana, 2012), om faren til den indiske forfatning, tegnet af Durga Bai og Subhash Vyam, er ganske bemærkelsesværdig.

### Karikaturer
Traditionen for karikatur i Indien er gammel. Charles Dickens, tog fejl da han sagde at det asiatiske temperament er alvorligt, og at det ikke finder nogen fornøjelse i morskab. Mahatma Gandhi ville i sin avis Journal Indian Opinion, der blev offentliggjort i Sydafrika, gengive tegneserier fra de britiske satiriske aviser, der angreb det koloniale imperium. Allerede de hinduistiske guder blev muntert karikeret. Det er vanskeligt for en indisk tegner at modstå fristelsen til at karikaturer hinduistiske guder! Den berømte designer Kaak indrømmede: Alle vores hinduistiske guddomme er karikaturer.
Det indiske demokrati giver aviser og tegneserietegnere mulighed for frit at karikaturer. Mange tegneserietegnere udøver deres talent i indiske publikationer.
Siden 1990'erne eksploderede antallet af tegneserietegnere, der lavede politiske tegninger i dagblade. Indien er et af de få lande i Asien, hvor der ikke tøves med at gøre grin med politiske ledere og kritisere landets holdning på den verdenspolitiske scene, især under dets atombombetest.
Men, så snart vi berører politikere, der er blevet helte, den indiske stat (under Modi-regeringen) eller hinduistiske eller muslimske guder, begynder gengældelse at gribe ind.
Således i 2018: For at dele en karikatur, der anses for at være "anti-national", beskyldes en 50-årig indisk journalist for oprør mod staten, en forbrydelse, som han risikerer livstidsstraf for. Journalister Uden Grænser fordømmer dette misbrug af loven og opfordrer til, at retsforfølgelsen straks stoppes.

Hemant Morparia, læge og politisk tegneserieskaber (Mumbai Mirror and Money Life), 2010: Selvom det kan være for tidligt at begrave karikaturer, er der flere tegn på, at sundhedstilstanden for den politiske karikatur er alvorlig. Og der er noget at være bekymret for. Denne forværring og tilbagegang begyndte i 1990'erne [...] Dette falder sammen med Indiens indtræden på den internationale scene med globaliseringen og åbningen af markedet. Selv om dette har haft positive virkninger for mange virksomheder, inklusive pressen, har globaliseringen ført til tilbagegang af politisk karikaturer ... videre: ... Lad os stoppe et øjeblik og prøve at navngive nogle virkeligt gode politiske tegnere. Tag dig tid. Hvor mange navne har du fundet? Tre, fem, otte? Ikke mere end ti! Jeg vidste det. Hvis der var en indikator, der måler antallet af politiske tegnere i forhold til antallet afn indbyggere, ville vi have færre end Afrika syd for Sahara ....
Ifølge Journalister Uden Grænser (JUG) er Indien nr. 140 på verdensplan på listen over pressefrihed i 2019. JUG: Vold mod journalister er et af de mest markante træk ved den nuværende tilstand af pressefriheden i Indien. Politiets vold, angreb fra maoistiske krigere, gengældelse sponsoreret af mafiagrupper eller korrupte politikere ... I alt blev mindst seks indiske journalister dræbt i 2018 på grund af deres erhverv, hvortil der skal tilføjes en syvende sag, som ikke er fuldt opklaret.
Se også "Online Cartoon Exhibition". Arkiveret fra originalen den 4. juli 2019. Hentet 12. april 2020.{{cite web}}:  CS1-vedligeholdelse: BOT: original-url status ukendt (link)
Se ligeledes Indian Institute of Cartoonists

## Nutidig landkunst (vernakulær kunst)
Vernakulær kunst betegner en levende (nutidig) kunst, der er forankret i fortiden (myter, tro og traditioner). Vernakulær kunst er baseret på den kollektive hukommelse. Vernakulær kunst udføres hovedsageligt i landdistrikter.
Uddrag fra kataloget til udstillingen Autres maîtres de l'Inde (Paris, 2010) af Jyotindra Jain, udstillingskurator:
[…] I henhold til gamle indiske tekster levede små grupper af homogene samfund […] afsondret i skovene. De havde blod- eller sprog-fællesskab, og hver gruppe havde sin egen socio-politiske organisation og dannede et […] samfund. Disse grupper levede i udkanten af det hinduistiske system [...].
[…] For at forbedre forholdet for de socialt og økonomisk dårligst stillede befolkningsgrupper fastsætter Indiens forfatning to rammer for marginale grupper: den ene for stamme-befolkningen, den anden for dalit-befolkningen [den laveste kaste i hindu-religionens kaste-system].
[…] Hinduistiske landboere og kunsthåndværkere har påvirket stammesamfundene stærkt, kulturelt, materielt, religiøst og mytologisk. Faktisk er det tit hinduistiske håndværkere og ikke stammerne selv, der fremstiller de billeder som stammerne bruger til hædre deres animistiske guder. Stammekunst er derfor ikke kun kreationer, der er specifikke for stammerne, men ofte kreationer, som andre har forestillet sig for disse stammer.
[…] "Landkunst", der hovedsageligt er lavet af hindu landboere (dem, der bor i nærheden af stammerne), bruges som en kulturel og geografisk markør snarere end som et kriterium for en civilisation der kan ændre natur. […] Dette giver os derfor mulighed for at tale om både "nutidig landkunst" som "nutidig stammekunst". Det skal dog bemærkes, at i store dele af Indiens landsbysamfund tilbeder hinduistiske kastegrupper og stammegrupperne de samme regionale guder. [...].

### Stammekunst
De fleste stammer er animister. Deres kunstnere tager som model naturen og de guder der er legemliggjort i naturen og i hverdagslivet. De illustrerer ligeledes hinduistiske guder og ritualer. Stammebefolkningen omfatter 108 millioner.
Visse billedtraditioner er ældgamle som Pithora-traditionen fra Rathwa og Bhil stammerne. Warli- og Saura-malerierne har deres rødder tilbage til tiden fra Bhimbetka-hulemalerierne. Andre er nye, men rodfæstet i stammens traditioner, som Gond-stammens "Jangarh Kalam" skole. Hill Korwa stammens magiske skrift er gådefuld og skal vel nærmest placeres under Outsider Art.
Nogle af de betydeligste kunstnere er: Jangarh Singh Shyam (Gond), Bhajju Shyam (Gond), Jivya Soma Mashe (Warli), Shantaram Tumbada (Warli), Ladoo Bai (Bhil), Bhuri Bai (Bhil), Pema Fatya (Bhil)…
I de følgende underartikler om stammekunst henvises ofte til stammernes sproggrupper, stammernes befolkningstal og indiens delstater. Se mere om disse emner ved at trykke på henvisningen i dette afsnit. 

#### Baiga stammen fra Madhya Pradesh...
Baiga er en dravidiansk-talende stamme med 390.000 indbyggere. Baigas bor i staterne Madhya Pradesh (Mandla og Balaghat distrikt 250.000 indbyggere), Uttar Pradesh, Chhattisgarh og Jharkhand. Baigas er animister.
Baiga kvinder fra Bundelkhand-regionen fremstiller religiøse og dekorative malerier og vægrelieffer. De maler ligeledes miniaturer og naiv kunst på papir.

#### Bhil og Rathwa stammerne fra Madhya Pradesh og Gujarat
Bhil-stammen er en indo-arisk sprogstamme med 13 millioner indbyggere; den folkerigeste stamme i Indien. De bor i Madhya Pradesh (4,6 millioner, eller 6,3% af befolkningen), Gujarat (3,5 millioner, 5,8% af befolkningen), Andhra Pradesh, Rajasthan, Chhattisgarh, Maharashtra, Karnataka, Tripura og Bangladesh. Bhil befolkningen er animister.
Deres malertradition har eksisteret i tusinder af år. Bhil-folket maler vægge og lofter i deres huse, malerier der fortæller om deres sagn, deres traditioner, deres beskyttende guder og naturen.
Visse Bhil-kunstnere som Ladoo Bai, hendes mand Teru Tahad og Bhuri Bai forlod deres oprindelige Jabhua-lande i begyndelsen af 1980'erne på anmodning af Swaminathan for at praktisere deres kunst i Bhopal. Pema Fatya, den sidste levende mester Bhil, valgte at blive og bo på forfædres jord.
Rathwa-stammen er en indo-arisk sprogstamme med 550.000 indbyggere, der hovedsagelig ligger i Gujarat (535.000). Rathwa-folket er animister. De tilbeder guden Pithora og har samme oprindelse og traditioner som Bhilala, Nayak (3.345.000 indbyggere i Gujarat, 5. stamme i Indien) og Dhanak (eller Dhanuk).

Pithora maling hos Bhil- og Rathwa-stammerne
Pithora-malerierne, malet af kunstnere fra Rathwa- og Bhil-stammerne, der bor på begge sider af grænsen mellem Gujarat og Madhya Pradesh, er rituelle handlinger, der udføres efter anmodning fra en familie, ved specielle lejligheder (ægteskab, fødsel, for at bringe velstand, …).
Denne maletradition er vigtigere som ritual end som kunstværk, og udføres af Mesteren (baba), ofte hjulpet af en præst. De hellige malerier dækker tre vægge i rummet og svarer til holistiske ritualer.
Disse hellige malerier i Pithora-traditionen blev opdaget og værdsat af Swaminathan og blev en del af værkerne i Bharat Bhavan-museet for moderne kunst i Bhopal.
Essensen af Pithora-ritualet er jordnært. Temaerne og materialerne vidner om dette: pigmenter, mælk og Mahua blomster (et helligt træ), lag af mudder, kogødning og kalk, alt dette tilberedt af en ung pige. Pithoras-freskerne, der udelukkende praktiseres af mænd, repræsenterer solen og månen, dyr og insekter, myter om skabelsen og guderne. Alt relateret til livet i stammene Rathwa, Bhilala, Nayak og Dhanak.
Freskerne viser hovedsageligt heste, stadig heste og endnu flere heste på de tre vægge i et rum i huset i et bryllupsoptog af deres guder Babo Pithora og Pithori Devi. Der er ofte fem heste i et Pithora-maleri, der repræsenterer de fem guder: Ganesha, Babo Pithora, Pithora Devi, Indra (gudenes gud) og Hudol (som repræsenterer den kvindelige ånd). De syv heste i nogle Pithora-malerier kan også repræsentere de syv bakker, der omgiver Rathwa-landet. I vest ”havet”, i syd "Bharuch" og i nordøst "Indore".

#### Deewaru stammen fra Karnataka
I den sydvestlige del af Karnataka (Malnad-regionen), i skovene og i bjergene, omkring byerne Sagara og Shimoga (Shivamogga), bor Deewaru-stammen, en matriarkal stamme. Dets medlemmer er animister og analfabeter.
Deewaru-kvinderne fremstiller Chittara, en blanding af maleri og musik, der beskriver deres animistiske liv. Chittara-maleriet på husets vægge er meget geometrisk med firkanter og linjer. Den er fuld af symboler, der er specifikke for kunstneren og værdsætter Deewaru-kvindens liv.

#### Garasia stammen fra Rajasthan og Gujarat
Garasia-stammen - en indo-arisk-talende stamme med en befolkning på 232.000 - bor i bjergene i Rajasthan og Gujarat. Garasia har en hinduistisk tilknytning. I dag er Garasia opdelt i Rajput Garasia, Dungri Garasia og Bhil Garasia.
Garasia-stammen maler væggene og gulvene i deres huse med geometriske og grafiske mønstre til deres rituelle festligheder og især af dekorative årsager. Tatoveringer findes ofte på kvindernes krop: hænder, skuldre, nakke og ansigt tatoveres normalt ved hjælp af et elektrisk instrument.

#### Gond stammen fra Madhya Pradesh...
Gond-stammen (den næststørste stamme i Indien) er en dravidiansk-talende stamme (Gondi) med omkring 11 millioner mennesker i 2014 (halvdelen af Gond-befolkningen taler nu hindi). Spredt på territorierne i Madhya Pradesh (4,5 millioner, 6,2% af befolkningen), Chhattisgarh, Bihar, Vest Bengalen , Jharkhand, Orissa, Gujarat, Andhra Pradesh, Telangana og Karnataka. Gonds bor også i Uttar Pradesh (450.000 indbyggere), hvor de betragtes som en "kaste" . Gonds er animister.

Gond-kongeriets kollektive hukommelse

For længe siden strakte Gond kongeriget sig over store dele af det centrale Indien. I en velstående periode, der varede næsten 1400 år, var Pardhans deres indflydelsesrige musikere og præster. Til minde om dette folk fortalte (og sang) Pardhans historien om deres guder med deres Bana, et hellig violinformet instrument. Men Gond-folket blev fattigere, og snart var der ikke nok velhavende familier tilbage til at støtte Pardhans. Traditionen forsvinder på samme tid som dens kunstnere.

Jangarh Kalam skolen

I 1982 åbnede Bharat Bhavan-museet for moderne kunst i Bhopal. Maleren Swaminathan, dets nye direktør, vælger at vise levende kunst, som det praktiseres i stammesamfund. Derfor organiserede han ekspeditioner til staten Madhya Pradesh for at finde stammekunst.
Men kunsten fra disse gamle stammer, er næsten forsvundet. Imidlertid opdager ekspeditionen i landsbyen Patangarh et hus, hvis vægge er dækket med tegninger i vidunderlige farver og mønstre. Det er værket af den unge Jangarh Singh Shyam fra Pardhan-linjen. Han inviteres til Bhopal med sin unge kone Nankusia. Han inviterede senere nevøer, niecer og fætre og lærte dem hans kunst. Skolen Jangarh Kalam bliver født.
Kvaliteten og originaliteten af hans tegninger gjorde hurtigt den unge mand berømt. Han blev efterspurgt i Indien og i udlandet. Han arbejdede på Bharat Mahotsav udstillingen i Japan og i London i 1988, i Paris for udstillingen Magiciens de la Terre i 1989 (Halle de la Villette), derefter i Holland i 1992 og i Australien i 1993. Jangarh begik selvmord i Japan i 2001 under omstændigheder, der stadig diskuteres.
Jangarh Kalam er den moderne kunstneriske Pardhan Gond bevægelse, født i 1982 i Bhopal. En bevægelse inspireret af kunstneren Jangarh Shyam og Pardhan Bana-musikken omdannet til farver og tegninger. Hver af bevægelsens kunstnere er inspireret af stammens ældgamle mytologi.
Jangarh udvikler også sin egen stil, symboliseret ved en piktografisk signatur, logotype dannet af prikker og linjer, som ofte er inspireret af tatoveringer og ritualmasker.
Takket være denne kunstneriske bevægelse genfødes i dag den kollektive hukommelse og Gond-traditioner. Denne drivkraft tjener en mere global bevægelse til at anerkende stammekunstformer i Indien for de ofte undertrykte eller deponerede befolkninger.
De berømteste malere af Jangarh Kalam-skolen er: enken efter Jangarh, Nankusia Shyam, deres børn Japani og Mayank, hendes nevøer Bhajju Shyam og Venkat Singh Shyam og hendes fætre/kusiner Durga Bai Vyam, Subhash Vyam og Ram Singh Urveti.

Den oprindelige Gond-kunst: Digna

Dignaen er et dekorativt motiv, som kvinder plejede at tegne på gulve og vægge (Bhitti Chitra: vægmaleri) til fester og bryllupper.
En Digna symboliserer renhed, siger Subhash Vyam. Dette er begyndelsen på vores kunst. Det er som et ornament.
Og Bhajju Shyam i sin bog Creation: Det var kvinderne i vores samfund, der først skabte kunst [...] De dekorerede gulve og vægge i deres huse med tegninger ved hjælp af de fem jord-farver: hvid, sort, gul, rød og grøn [...] Digna er alfabetet i vores kunst.

#### Hill Korwa stammen fra Chhattisgarh: Den magiske skrift
Hill Korwa stammen, som er en austro-asiatisk talende stamme, bor i Chhattisgarh i Jashpur-distriktet. Antallet af Hill Korwa stamme-folket er faldet markant i løbet af de sidste årtier. Der er kun et par tusinde tilbage. Hill Korwa stammen er animister. De er nomader og jægere. Og er analfabeter.
Jagdish Swaminathan - direktøren for Bharat Bhavan Museum i Bhopal - anerkendte disse mænd fra meget fjerntliggende lande og kulturer som moderne kunstnere. Han organiserede en ekspedition til Hill Korwa området. Hill Korwa befolkningen og ekspeditionsdeltagerne kan ikke forstå hinanden. Swami giver dem papir og blyanter/markører.
Til alles overraskelse griber landsbyboerne papirark, kuglepenne, blyanter og markører og begynder spontant at tegne.
Dette er, hvad Swaminathan siger i sit katalog om udstillingen Den magiske skrift af Bharat Bhavan i 1985: Den første ting, vi ser på disse tegninger, er deres kalligrafiske karakter, som ikke er en tegning, men en skrift. Men Hill Korwas har ingen skrift; de er analfabeter […].

Når vi ser på disse tegninger, tænker vi straks på Paul Klees værker. Hvor medlemmer af andre stammer oftest tegner figurformer halvt menneskeligt halvt dyr, sætter Hill Korwa stammen kalligrafiske rytmer på papiret, et ukendt alfabet, sommetider fremhævet med linjer eller ledsaget af buer og pile. Hill Korwas taler en dialekt uden at skrive. Der er flere fortolkninger af disse tilsyneladende skrifter. Når de skriver, tror jeg, de tager deres blyant for en bue. De skriver faktisk ikke: de skyder. De skyder tegn der er pile, rapporterer Archana i bogen Korwa af Frank André Jamme. De skriver hurtigt, meget hurtigt, bemærker Swaminathan i sit katalog, som de går. Hill Korwas går nemt 40 km om dagen med en helvedes hastighed.
En anden teori i Swaminathans katalog: Hill Korwa stammen lærte i landsbyerne, at respekt og magt er knyttet til evnen til at skrive. For Hill Korwa stammen er skrivning ikke et redskab til kommunikation, men ren magi, der giver magt.
Hill Korwa stammen har bidraget til automatisk skrivning.

#### Kurumba stammen fra Tamil Nadu
Kurumba-stammen er en Dravidiansk-talende stamme med en befolkning på omkring 12.000 spredt over 30 landsbyer i Tamil Nadu. Kurumbas er animister.
Nilgiris-bjergene afslører adskillige inskriptioner, der er malet eller indgraveret på væggene i hulerne og de stejle klipper. Sandsynligvis dateres fra 2. til 3.000 år siden vidner de om tilstedeværelsen af en stor mangfoldighed af stammer på steder, der er vanskelige at få adgang til.
Kurumba-stammen er en af syv stammegrupper i Nilgiris-bjergene tæt på grænsen til Karnataka og Kerala. Traditionelt har de været jægere (bueskydning) og honningsamlere. I dag er jagt forbudt, indsamling af honning fortsætter, den suppleres med plukning af frugter, der sælges på de lokale markeder.
En af deres traditioner var at male på facaderne på deres huse. Disse værker var hovedsageligt knyttet til rytmen i naturen, regn og høst, med især fejringen af Pongal, den store årlige festival for landdistrikterne i det sydlige Indien. Over 3 dage hæderer de solen, riset og kvæget. Disse traditioner døde næsten ud i slutningen af det 20. århundrede, før de blev genoptaget for et par år siden takket være stiftelsen "CPR Environmental Education Center" og organisationen TRIFED. Flere medlemmer af stammen besluttede at tage traditionen op fra deres forfædre for at overføre traditionen til de generationer, der respekterer en kultur der respekterer miljøet.
Deres malerierne vidner om deres tilknytning til naturen. Træerne er mangfoldige, hver sort har en medicinsk eller rituel funktion: "houroudey maran" med sine medicinske dyder, meha maram, træet med rød saft, der er kendt for at tiltrække regn, eller endda pahala maran som fejrer bryllupper.

#### Meena stammen fra Rajasthan og Madhya Pradesh
Meena-stammen (eller Mina) - en indo-arisk talende stamme - med en befolkning på 3,8 millioner (den fjerde stamme i Indien), bor i Rajasthan (Jaipur, Bundi og Jhalawar) og Madhya Pradesh (Bundelkhand, Gwalior og Nimar). Meenas er hinduer.
Meenas maler væggene og gulvene i deres huse med geometriske billeder (Mandana-maleri) og  (Thapa-maleri) til deres ritualfester og især af dekorative grunde.
Meenas havde deres eget rige i Rajasthan indtil det 11. århundrede og blev på det tidspunkt betragtet som en kaste, der var ligemænd med Rajput befolkningen. I det 11. århundrede tog Rajput-kongernes magten. Med fattigdommen der fulgte i det 19. århundrede blev Meenas tvunget til kriminel aktivitet for at overleve. De blev placeret af briterne under Criminal Tribes Act.

#### Monpa stammen fra Arunachal Pradesh; Thanga og Mandala malerier
Monpa-stammen bor i Arunachal Pradesh (50.000 indbyggere), Tibet (25.000) og Bhutan (3.000). De er buddhister. Monpas er et mongoloid folk, der taler et tibetansk-burmesisk sprog.
Monpas er buddhister. Monpas fremstiller Thangka-malerier på ruller.
Motivet er repræsenteret i centrum, omgivet af underordnede figurer, der udgør en del af hans følge, og forskellige guddommelige former osv. Pantheons vigtige guddomme er repræsenteret i den øverste del. Den nederste del er forbeholdt forskellige ofre og lovens guddommelige håndhævere. Der er også afbildet bjerge, som er et element i traditionel tibetansk ikonografi.

#### Muria stammen fra Chhattisgarh
Murias er en dravidiansk talende befolkning, der hovedsageligt lever i de skovklædte områder i Bastar-distriktet i Indien.
Selvom maleriet på væggene hos Murias  har været kendt i meget lang tid, ved vi ikke, hvem kunstnerne var. Belgur Muria, Shankar Muria og Pishadu Muria var de første Bastar-malere, der tilhørte Muria-stammen. De tre malere blev opdaget i 1982, da Bharat Bhawan-museet i Bhopal åbnede. De blev opfordret til at deltage i kunstnercampen arrangeret af instruktør Swaminathan, og deres malerier blev vist i galleriet i museets permanente samling. I 1987 blev deres malerier offentliggjort i kataloget over Bharat Bhawan-museet.
Muria ghotul er et hus hvor de unge teenagere i Muria stammen bor sammen uden voksne. Denne tradition hos flere stammer (fx også hos Baiga stammen) er at lade de unge begynde deres seksualitet uden de voksnes indblanding.

#### Nicobar stammen fra Andaman og Nicobar
Nicobar-øerne er et øhav i den sydøstlige del af Bengalbugten. Nicobar-stammen, med en befolkning på 42.000, taler et austroasiatisk sprog. De fleste af øboerne er kristne.
Nicobar befolkningen er hovedsageligt gartnere. Deres malede skulpturer er knyttet til de mundtlige traditioner og myterne om stammens oprindelse. I deres opfattelse af verden bebor de kongerigerne for havet, jorden og himlen, som de passerer gennem en magisk-religiøs sfære. Disse antropomorfe kreationer er ånderne fra levende væsener. De lever med de levende mennesker eller besøger dem fra en anden verden. Familiens forfædres ånder lever i skulpturerne og udgør således en integreret del af hjemmet: indbyggerne lever i harmoni med ånderne fra den anden verden, der er repræsenteret i skulpturerne.

#### Oraon stammen fra Chhattisgarh, Jharkand...
Oraon-stammen findes i dag i Mayanmar, Nepal eller Bhutan, men Oraons findes hovedsageligt i de østlige stater i Indien. Den nøjagtige befolkning er vanskelig at opgøre. De er sandsynligvis omkring 4 millioner mennesker. I staten Chhattisgarh fastlægger den seneste folketælling antallet til 850.000 individer. Oraon regionen består af skove på næsten 50 % af territoriet.
Oraons findes hovedsageligt i landsbyerne omkring Ambikapur og Jashpur. De er jægere og samlere, der gradvist er blevet landmænd. De kalder sig selv 'Kurukh'; dette udtryk er også navnet på deres sprog af dravidisk oprindelse, et sprog de taler i familie. Men de kan også kommunikere med de andre stammer på sadri sproget, mens det officielle sprog, det vil sige det, der bruges i skolen, er hindi!
Deres kulturelle og religiøse tilknytning kan opdeles i 3 grupper: 1) dem der er trofaste mod den oprindelige tro som hedder Sarna, 2) hinduerne og 3) de nyomvendte kristne.
Der er dog en fælles kærne i de 3 samfund: De tilbeder træerne. To ting er specielt hellige. Træet ‘‘ karma ’’ (Nauclea Parvifolia) er æret, fordi det giver ly, beskyttelse og skygge, men det symboliserer især Oraon folkets oprindelse. Denne tro er genstand for et ritual. Med en tråd går vi rundt om træet for at hylde de 7 brødre, der fødte stammen; en ugift ung mand klatrer op i træet, skærer 3 grene, giver dem til 3 unge piger, der planter dem ved foden af en mast med et flag.
Karma dansen kan begynde; risøl, mahua likør og palmealkohol flyder i stride strømme. Man dækker regelmæssigt facaderne med ler, komøg og undertiden aske. De store cirkelbuer på vægge og gulve er omhyggeligt lavet til dekorative formål. Illustrationer er ret sjældne.
I anledning af store festivaler som Diwali og som et tegn på taknemmelighed over for guddomme og ånder, sætter nogle familier deres håndtryk på væggene med en blanding af vand og rispulver. Men disse traditioner forsvinder. Endnu mere sjældent er Oraons, der giver deres fantasi frit løb! Men de fortsætter med at lave deres store cirkler med geometriske mønstre.

#### Rajwar stammen fra Chhattisgarh; Sarguja relieffer
Rajwar-bønder i Sarguja-regionen i Chhattisgarh er vant til at fremstille store lerbeholdere til opbevaring af korn, som de pynter med relieffer og farverige mønstre. Mellem det åbne rum i deres indvendige gårdhave og stuernes private rum, installerer de åbne skærme lavet af lerbelagte bambusringe, stablet oven på hinanden og omhyggeligt kalket hvidt. Ved at improvisere fra traditionelle metoder for form og teknik skaber kvinderne i regionen, i deres huse, et ægte univers af dekorative motiver, mennesker, guder, fugle og dyr, især under høstfestivalen.

#### Rengma, Lotha og Ao stammerne fra Nagaland
Nagaland er opdelt i syv administrative distrikter. Navnet kommer fra Naga, en lokal etnisk gruppe opdelt i seksten undergrupper og tredive stammer, der udgør 84% af befolkningen. Det er en mongoloid befolkning, der taler et tibetansk-burmesisk sprog. Nagas ernærede sig af stammefolks traditionelle aktiviteter, jagt, indsamling og landbrug. Stammekrigs var hyppige, og Nagas var hovedjægere. Hver stamme, hver klan levede isoleret fra de andre og havde sine egne animistiske traditioner. Briterne sluttede praksissen med hovedafkæringer og stammekrige. Nagas blev evangeliseret af baptistmissionærer fra Amerika. Konverteringen til kristendommen (nu er 90 % af indbyggerne i Nagaland kristne), analfabetismens forsvinden og kendskab til engelsk har givet betydelige kulturelle ændringer og førte til tab af forfædrenes traditioner.
Lotha (548.000 indbyggere), Ao (232.000 indbyggere) og Rengma  (61.000 indbyggere) stammerne laver maleri på stof.
Maleri på stof med et stykke bambus er en tradition, der er bevaret hos Rengma stammen. Det er ældre mænd der praktiserer kunsten at male på tøj. Malingen er en blanding af træssaft, bladaske og øl.

#### Saharia stammen fra Madhya Pradesh og Rajasthan
Saharia-stammen er en indo-arisk talende stamme med 262.000 indbyggere i Madhya Pradesh og 76.000 i Rajasthan. Saharias er hinduer. De maler væggene og gulvene i deres huse med geometriske billeder (Mandana) og dyrebilleder (Thapa) i anledning af ritualfestivaler, men især af dekorative årsager.

#### Santhal stammen fra Bengalen...; Jadupatia malerier
Santhal-stammen, som er en austro-asiatisk-talende stamme, har en befolkning på 6 millioner (den tredje største i Indien). Santhals bor i Bengalen, Bihar, Orissa og Jharkhand. De er hovedsagelig animister.
Santhal-kunst er repræsentationen af livsstilen for Santhal-stammen, dens kulturarv og dens traditioner. Det antages, at deres oprindelse er forhistorisk og dateres tusinder af år tilbage, længe før den dravidianske og ariske befolkning kom til Indien.
 
Santhals er kendt for deres rullemalerier Jadupatua, der ligner Patta Chitra. Jadupatuas (jadu betyder tryllekunstner og patua-image) er malere og historiefortællere der går fra landsby til landsby og fortæller de historier, de har malet på ruller lavet af papirark.

#### Saura stammen fra Orissa
Saura-stammen (alias Sora, Saora, Savara og Sabara), en austro-asiatisk talende stamme, bor i Orissa.
De var 535.000 indbyggere i 2011. Saura-stammen repræsenterer en af de 62 stammegrupper i Orissa. Saura-vægmalerierne har en vis lighed med Warli's. Sauras er gode vandrere, klatrere og jægere. De er hinduer.
Hos Saura-stammen udøver man shamanisme. De "store shamaner" er altid kvinder. Blandt deres funktioner er forholdet til de døde. Opgaven med at gennemføre begravelsesritualer for bedre at kunne ledsage de døde til livet på den anden side er shamanernes opgave. Deres malerier har til formål at forsvare sig mod onde ånder, at tiltrække heldet, eller mere generelt til at markere de fire vigtigste øjeblikke i livet: fødsel, pubertet, ægteskab, død.

Ud over de traditionelle former for indisk kunst, der generelt er relateret til episoder af hinduismens store legender, ønsker Sauras at beskrive et Indien, der blander primitive scener og scener fra den moderne verden. Oftest er illustrationerne tegnet i en meget streng geometrisk ramme, en måde at vise stammens enhed på et beskyttet sted, som et virtuelt tempel, der bærer deres identitet. Der er to måder at indramme et maleri: bjerge der omrammer motivet og skoven der beskytter motivet. Sandsynligvis en måde at hævde deres territorium og deres ressourcer overfor de farer der truer stammen.

#### Tharu stammen fra Uttarakhand og Uttar Pradesh
Tharu, en indo-arisk talende stamme, bor i Nepal (1.700.000), Uttarakhand (256.000) og Uttar Pradesh (84.000). De er hinduer (87 %) og buddhister (13 %). Tharuerne er et mongoloidt folk. Det er især Tharu-kvinderne der maler.
Tatoveringer var almindelige blandt Tharu i Nepal for at forhindre, at smukke piger blev taget som sexslaver af kongefamilien.
Ashtimki, det billede, der pryder væggene på Lord Krishnas fødselsdag, repræsenterer udviklingen i livet for en Tharu. Ashtmiki er malet på væggene, især af en ældre, kaldet Mahatawa. Det er malet af mandlige kunstnere med støtte fra deres kvindelige kolleger. Farverne i malingen er naturlige: rødler, bønneblade, brændt vild græs bruges til rød, grøn og sort.
Ashtimki er malet i tre faser. Kunstneren begynder at male nedefra. Først trækkes en vandkilde, og derefter tilføjes fisk. Derefter tegnes en båd med skaberen Gurbaba og hans disciple. Det antages, at Gurbaba under apokalypsen sejlede mod en oase af sikkerhed og skabte en ny verden under apokalypsen. Dernæst tilføjer kunstneren en krabbe, en skildpadde, en krokodille og andre vandlevende væsener til vandkilden. Ifølge Tharu-folklore var fisken den først. I det populære Gurbabak Jarmauti-epos kaldes fisken Raini machharya. Ifølge eposset førte Gurbaba ved hjælp af en krabbe og en regnorm ler (Amarmati) fra helvede og skabte med leret denne verden.

#### Waghri stammen fra Gujarat...; Kalamkari malerier
Waghri-stammen bor i Gujarat, Rajasthan og Pakistan. De taler Waghriboli (nær Gujarati) og Gujarati. De er hinduer. De blev placeret af briterne under Criminal Tribes Act i 1871.
Mata-ni-Pachedi er det navn, der gives til templets maleri, der udføres af det Waghri-stammens nomadesamfund, herunder blandt andet stammerne Bhangi, Dhed og Rawalia fra Gujarat.
Udtrykket Mata-ni-Pachedi kommer fra gujarati-ordene Mata (gudinde), ni (hører til) og Pachedi (bogstaveligt talt bag). Malede paneler, der skildrer Modergudinde, Mata, Devi eller Shakti, tjente som en transportabel helligdom, hvor guddommen blev installeret under rejsen. Et Chandarvo - cirkulært lærred - dannede baldakinen af denne helligdom. Da samfundet slog sig ned, blev vægpanelerne hængt op i templet som en kunstnerisk fortælling. Chitaras-malerne malede værkerne, bhuvo eller bhuva. Præster udførte ritualerne og sangerne fortolkede malerierne.

#### Warli stammen fra Maharastra og Gujarat
Warli-stammen, der taler et indo-arisk sprog, har en million indbyggere i Maharastra (360.000), Gujarat (260.000), Karnataka, Goa og Pakistan. Warlis har deres egen tro, liv og skikke. De er animister, men tilpasser sig let hinduistiske traditioner og guddomme.
Warlis bor i traditionelle landsbyer, spredt i landområder omkring byen Dahanu i Thane Distriktet. Deres vægmalerier, hvis tradition går tilbage til 2.500 - 3.000 år f.Kr., har ligheder med dem, der findes i Bhimbetka-hulerne i Madhya Pradesh.
Warli-malere er autentiske malere, der har lært deres kunst ved at se de gamle male traditionelle fresker på husets vægge, som det altid er blevet gjort i Warli-områderne.
  
Alle respekterer traditionens regler: repræsentationen af figurer sker med to trekanter, hvid på en brun baggrund.
Motiverne er guderne, hverdagen og sagnene fra deres stamme. Warli udtrykker deres tro i de rituelle malerier. Tidligere var det kvinder der malede, to gange om året, ved rishøsten eller i bryllupper. Oprindeligt blev der malet på væggene i deres huse bygget af rød jord og bambus.
Huset blev tidligere rituelt vasket med kogødning.

De grafiske mønstre er meget enkle: cirklen, trekanten og firkanten. Cirklen og trekanten kommer fra observation af naturen. Pladsen (ofte i midten af maleriet) er det rum, der er forbeholdt det hellige. Menneskelige kroppe er repræsenteret med omvendte trekanter. De udtrykker bevægelse. Trekanten, der peger op, repræsenterer bækkenet, den der peger nedad, overkroppen. Cirklen repræsenterer hovedet. Warli-malerier udføres på en okker, rød eller sort baggrund lavet af kogødning. Den hvide farve opnås med rispasta og males ved hjælp af en bambuspind, der er tygget i endespidsen for at give den en fleksibilitet som en børste.

I de sidste tredive år har malerierne udvist større æstetisk fantasi. Efter Jivya Soma Mashé, den ubestridte mester, udtrykker kunstnerne deres drømme, deres følelser og håb i malerierne.

#### Stammerne fra Hazaribagh i Jharkhand; Khovar og Sohrai malerier
I regionen for byen Hazaribagh i Jharkhand maler kvinder fra Kurmi, Prajapati, Ganju, Santhal, Oraon, Malhar og Munda stammerne på væggene i deres huse. Denne levende kunst, rituel men med et kort liv, er hovedsageligt værker af kvindelige malere. Med en ny livsstil begyndte kvinderne 90'erne at male på lærred og papir for at bevare og sælge disse værker.
Jharkhand er et skovklædt slette i det nordlige Indien med dybe dale og befolket af stammer, især i den lille region Hazaribagh. Mere end et dusin forhistoriske steder (Saraiya, Mirzapur, Vindhyan, Isco, Thethangi, Saraiya, Satpahar, Khandar, Raham, Sidpa, Gonda, og Nautangwa) er blevet opdaget. Disse hulemalerier minder om neolitisk keramik fra civilisationen i Babylons moderne Indus.
Denne klippekunst findes i en moderne stil i vægmalerierne i de omkringliggende landsbyer i to hovedstile, Khovar og Sohrai, og kunstnerne er udelukkende kvinder.
Motiverne er der for at fejre bryllupper (Khovar-kunst) og for at fejre høsten og ærede køer (Sohrai-kunsten). Khovar-maleri praktiseres nu i landsbyerne Jorakath og Kharati i den sydvestlige del af Hazaribagh; maleri Sohrai i landsbyen Bhelwara i den østlige del af Hazaribagh.
Khovar-stilen er en bryllups relateret kunst, der praktiseres af semi-hinduistiske stammer, der bor i landsbyer beliggende i skovklædte bakker. De bruger Sgraffito-teknikken, som består i at påføre et lag sort jord blandet med trækul, som de lader tørre, før der påføres en hvid halvflydende jord baseret på kaolin.
Arbejdet skrabes derefter med en kam eller med fingrene for at vise den sorte baggrund og danne mønstre, der spiller på den hvid-sorte kontrast.

### Landkunst der ikke er stammekunst
Landkunst der ikke kan betegnes som stammekunst er hovedsagelig udført af kunstnere der er tilknyttet den hinduistiske religion, men som normalt tilhører de lavere kaster. Der er dog ofte en sammenblanding mellem stammekunstnere og ikke-stammekunstnere i landdistrikter. Det er tit hinduistiske håndværkere, der fremstiller de billeder som stammerne bruger til at tilbede deres animistiske guder.

#### Ayyanar fra Tamil Nadu
I delstaten Tamil Nadu i det sydlige Indien har hver landsby et fristed dedikeret til landsbyguder. Disse guddomme er æret af bestemte kaster eller af landsbyklaner og er ikke en del af den hinduistiske panteon, men er en del af et komplekst spind af mytologier.
I indisk terrakotta-kunst er intet mere monumentalt end de gigantiske ridefigurer, der er dedikeret til Ayyanar, den magtfulde gud, der i henhold til troen fra befolkningen i Tamil Nadu beskytter landsbyer, liv og mennesker fra onde ånder. En voldsom rytter på en hvid hest ser ud til at true den forbipasserende med sin sabel eller pisk. Det er guden Ayyanar, landsbyernes værge også kaldet Karuppaswami. Hans grimasser vidner om hans overnaturlige kraft. Ligesom en Kathakali-skuespiller overspiller guden sin vrede og mod ved at vise hårde øjne for at afvise de onde ånder, der truer de fredelige landsbyer i Tamil Nadu i Indien.

#### Chitravana fra Madhya Pradesh, Uttar Pradesh og Rajasthan
Chitravana er en kunst, der har eksisteret i hundreder af år i regionerne Bundelkhand (Madhya Pradesh og Uttar Pradesh), Nimar (Madhya Pradesh), Malwa (Madhya Pradesh og Rajastan) og i byerne Gwalior, Jhansi, Ujjain .. .
Det er en kunst, der dekorerer vægge og døre, og nu findes den også på papir. Professionelle kunstnere, for det meste mænd der kaldes Chiteras, illustrerer guder og gudinder i deres religion (hinduisme, jainisme og endda islam ...), men også natur og dyr. Illustrationerne bliver udført, før og under religiøse festivaler.

#### Kalamkari fra Telangana, Andhra Pradesh, ...
Kalamkari
kunst udøves hovedsageligt i Iran, Andhra Pradesh og Telangana, men også i Gujarat (Waghri-stammen). Kalam betyder pen, og "kari" betyder kunst eller hånd. Det er et ubleget bomulds lærred, håndmalet ved hjælp af en Kalam (skåret bambus) udstyret med en klud, der tjener som et reservoir. Der bruges vegetabilske farvestoffer. De traditionelle temaer er repræsentationen af episke fortællinger og puranas (indisk mytologi) samt blomstermotiver.
I årenes løb er ikonografien indrettet efter købernes smag og kunstnerens fantasi: Mughal-miniaturer, livstræer, persiske tæpper, scener fra dagligdagen osv.

#### Madhubani (eller Mithila) fra Bihar
Vi finder især Madhubani malerier i Nepal og Bihar. Madhubani-maleriet stammer fra Mithila-regionen i Bihar.
Madhubani-maleriet samler alle de rituelle malerier fra Mithila-regionen i Bihar (grænsen til Nepal) gennem århundreder. Madhubani malerier er traditionelt malet af kastekvinder, man males i dag også af mænd.
"Dusadh" er hovedsageligt sammensat af tatoveringer, "Kayasth" er malet i rødt og sort, og "Brahmins" er multifarvede malerier.
Denne traditionelle malemetode er født på Râmâyana-tiden, da kong Janak bad kunstnere om at udføre malerier til sin datter Sitas bryllup med den hinduistiske gud Rama. Indtil midten af det 20. århundrede malede kvinderne naive tegninger på væggene i brudekamrene i denne landsby. Disse tegninger viser repræsentationer af guder, dyr, planter osv.
Inspirationskilderne er religiøs eller sekulære: repræsentationer af guder og gudinder, magiske tantriske repræsentationer, landsbyliv, men også temaer tættere på naturen, såsom livets træ.
Andre religiøse temaer: Krishna og Radha (kærlighed sublimeret i alle dens facetter), Ganesh (den lykkebringende og generøse elefantgud), Sarasvathi (kunstens gudinde).

#### Rangoli: Alpana, Kalam, Kolam, Mandana, ...
En Rangoli er et maleri lavet på jorden (Bhumi Chitra).
Inderne integrerer kunst i deres daglige liv ved at tegne rangolis, også kaldet Alpana eller Alpona (i Bengal), Mandana (Rajasthan), Kolam (Tamil Nadu, Andhra Pradesh og Karnataka), Kalam (Kerala), Aripan (Bihar), Rangavallie (Maharastra), Muggu (Andhra Pradesh), Saathiya (Gujarat) og Chowkpurna (Uttar Pradesh).
I landsbyer over hele Indien laver kvinder disse tegninger hver morgen på tærsklen til deres hus, i deres gårdsplads, eller på templets gulv. De prikker først konturene af de geometriske mønstre ved hjælp af et hvidt pulver, normalt kalksten eller ris, inden de fyldte det med en række linjer. Ud over at tilføje et strejf af kunst og skønhed til hjemmet eller templet, beskytter rangoli familien eller det hellige sted.

#### Alpana fra Bengalen
Maleriet Alpana eller Alpona i Bengal repræsenterer midlertidige billeder, der er forbundet med sæsonbestemte kvindelige ritualer der kaldet brata.
Ceremonier indtager et vigtigt sted i landsbyboernes liv. Mellem lokal fromhed og fejring af naturkræfterne er brataene dedikeret til himmellegemer, til guddomme og mere specifikt til guden i overflod Lakshmi (eller Lokkhi).
Nogle brata er meget populære, andre mere usædvanlige. Andre ledsages af sange og danse, de er utallige: Nogle er der for at beskytte børnene eller manden, andre at sikre gode afgrøder, forårsage overflod af regn eller for at øge frugtbarheden i flodsengen. Teksterne og legenderne, der ledsager tegningerne, synger om sejren for solen og vinterens nederlag, andre forholder sig til månens ægteskab med solen i foråret, andre fejrer stadig forårets fødsel og dets ægteskab med jorden.

#### Kalam fra Kerala
I Kerala bliver Kalam (eller Kalamezhuthu) udført af mænd. Det er ritualmalere, hvis nedarvede opgave består i at udføre antropomorfe fresker i templer og huse.
Kalam-malerier tilbydes ikke til morgenvandreren som Kolam, de er oftest produceret indendørs i private huse eller i templer. Disse malerier, lavet med mineral- og vegetabilske pulvere, bruges til at støtte ceremonier til ære for gudinder, slanger og andre guddomme i det hinduistiske pantheon. De er også udviklede til terapeutiske formål, fordi sygdomme, sterilitet og for tidlig død, ofte bliver tilskrevet overnaturlige kræfter i de indiske landsbyer. Malerierne bliver brugt til at overtage de onde ånder, ligesom sange og symbolske bevægelser med hænderne (mudra).

#### Kolam fra Tamil Nadu, Andhra Pradesh, ...
Kolam-maleri udøves især i staterne Tamil Nadu, Andhra Pradesh og Karnataka. Kolam er et geometrisk inspireret mønster tegnes med rispulver ved indgangen til husene som en velkomst og til at bringe held og lykke. Tegningerne er flygtige og trækkes ved at strø pulveret løst på jorden. De bliver drysset hver morgen foran husene for at skabe velstand. Kolam kunsten er traditionel og meget gammel i Indien, hvor den generelt overføres fra mor til datter. Den er stadig meget levende i landsbyerne, men har uundgåeligt en tendens til at gå tabt i de store byer, selvom det ikke er ualmindeligt at møde den på tærsklerne til huse eller butikker.

#### Mandana fra Rajasthan og Madhya Pradesh
Mandana-malerier praktiseres i Rajasthan og i det nordlige Madhya Pradesh. Kvinder maler væggene (især i Rajastan) og gulvene i deres huse med geometriske billeder for at beskytte huset, men også til rituelle fejringer og især af dekorative grunde. Mandana-maleri (mandan = dekoration) er dekorativ geometrisk og stiliseret (ikke at forveksle med Mandala).
Vitaliteten fra den mundtlige og billedlige hukommelse i Rajasthan er blevet foreviget af kaste- og stammefolk, som kun er lidt nævnt i historien: Gujar-pastorer, Raika-kameldrivere, Kumbhar-pottemagere, Manghaniyar- og Langa-musikere, Bhopa fortælleres traditionelle opgave var at tjene og underholde aristokratiet. Deres hustruer er vogtere af de billedlige traditioner, hvoraf nogle allerede findes på keramikken i Indus-civilisationen (3. til 2. årtusinde f.Kr.). På tærsklerne til husene trækker de hellige diagrammer, Mandana, et slags magisk sprog stiliseret til det yderste til ære for gudinden Lakshmi, leverandør af velstand og rigdom.
Mandana udføres på de vigtigste øjeblikke i livscyklussen: fødsel, forlovelse, ægteskab. Til Hindi Holi-festivalen og hvert år i Kartik-måneden (medio oktober medio november, ved høstens afslutning) i anledning af Dipavali-festivalen, får husene den mest overdådige dekorationer, og gudinden Lakshmi fejres ved at tænde olielamper. Under forlovelse er det mønstre af løver og løvinder, der vises på væggene i soveværelset.

#### Rogan fra Gujarat
Rogan-maleriet har eksisteret i næsten 400 år i Kutch-distriktet i Gujarat. "Rogan" betyder på persisk en oliebaseret maling.
Kun en familie (8 mænd) fra Khatri-samfundet udfører stadig dette maleri på stoffer. Men Khatri-familien lærte 60 kvinder Rogan-teknikken, som oprindeligt var et erhverv for mænd.
Rogan kunst er maleri på stof, bomuld og silke, for at fremstille stole, duge, gobeliner, tøj, alle unikke modeller. Maleproduktionsprocessen og dens teknik er lang og besværlig.
Maleri kræver opvarmet ricinusolie for at fremstille en tyk pasta, der bliver til gelé, blandet med vand og naturlige pigmenter. Den således opnåede farvede pasta påføres i fine linjer på stoffet ved hjælp af en nål eller pude. Når mønsteret på den således designede ramme er lavet,
foldes stoffet derefter i midten og presses sammen for at opnå et symmetrisk design. De mindste mønstre tilføjes senere. Efter hver farveplacering tørrer stoffet en dag i solen.
 
Bomuld, guld og silke bruges som base. Det bredeste udvalg af vævede tekstiler fremstilles ved hjælp af teknikken til farvning af patola og bandhej og farvning af knuste tråde.

#### Sanjhi fra Rajasthan og Madhya Pradesh
Gudinden Sanjhi lægger navn til den kunst der er knyttet til festivalen med samme navn. I de landlige provinser Rajasthan, Madhya Pradesh, Uttar Pradesh, Punjab og Haryana fejrer unge ugifte kvinder denne kunst for at finde en mand og få børn.
Festivalen varer 16 dage efter fuldmånen i Bhadrapada-måneden (august / september) indtil den nye måne i måneden Ashwin (september / oktober). Denne periode markeres i den hinduistiske kalender som fjorten dage dedikeret til forfædrene. Forfædrenes ånder går derefter hen for at se deres familier. Det er vigtigt at bemærke, at kun ugifte kvinder kan lave Sanjhi kunst. Efter indgåelse af ægteskab tillader ritualet dem ikke længere at praktisere det. Gifte kvinder slipper deres forfædres traditioner for at optage deres mands traditioner, har ikke tilladelse til at praktisere Sanjhi i deres fædres hus og skal nu overføre denne kunst og dets ritual til deres døtre, der ærer deres fædres forfædre. Sanjhi udføres på væggene med ko-mødding. På overfladen har vi bas-relieffer af komødding. Disse mønstre er dekoreret med blomster og flerfarvede papirstrimler. Hver dag oprettes et nyt mønster, der slettes næste dag. Fra den 13. dag samles alle mønstre i et parallelogram på 4 indgangsdøre. Dette billede af Sanjhi kaldes Kila Kot som betyder befæstet bolig.

#### Thapa fra Rajasthan
Thapa-maleri praktiseres i Rajasthan og i det nordlige Madhya Pradesh. Thapa-malerierne, der er malet på udvendige vægge, er frie kompositioner, der skildrer dyre- og blomsterverdenen og landsbyuniverset.
Vitaliteten i den mundtlige og billedlige hukommelse i Rajasthan er blevet foreviget af kaste- og stamme-indbyggere som man ikke har bevaret spor af. Deres kvinder tegner på væggene i deres beskedne mudderhuse magtfulde hellige fresker kaldet Thapa (hindi-betegnelse, der indikerer et indtryk eller et mærke), et poetiske udtryk over landsbylivet.
Thapa udføres på vigtige øjeblikke i livscyklussen. Ved et bryllup tegner kvinder velkomstskilte rundt om døren. Thapa-malerier har stor frihed for farvetone og linje, originaliteten af hver komposition viser den stil som kvinder i den samme husstand bruger. De henter deres inspiration fra deres kollektive hukommelse såvel som fra den daglige fordybelse i naturen, som de dygtigt genfortolker i stiliseringen af den billedlige gestus. Thapa er en flygtig kunst, et sæsonbetonet aftryk, der er dømt til at blive udslettet.

## Anneks

### De 25 bedst solgte indiske kunstnere
1. M. F. Husain, 2. V. S. Gaitonde, 3. Sayed Haider Raza, 4. Amrita Sher-Gil, 5. Raja Ravi Varma, 6. Tyeb Mehta, 7. F. N. Souza, 8. Bhupen Khakhar, 9. Akbar Padamsee, 10. J. Swaminathan, 11. Ram Kumar, 12. Atul Dodiya, 13. Abanindranath Tagore, 14. Ganesh Pyne, 15. Krishen Khanna, 16. K. G. Subramanyan, 17. Subodh Gupta, 18. Nasreen Mohamedi, 19. Somnath Hore, 20. Nandalal Bose, 21. Jitish Kallat, 22. Manjit Bawa, 23. Ravinder Reddy, 24. Nalini Malani, 25. Jogen Chowdhury

### Museer
- Andhra Pradesh, Visakhapatnam, Araku Tribal Museum
- Chhattisgarh, Jagdalpur, Tribal Museum
- Delhi, National Gallery of Modern Art
- Gujarat, Ahmadabad, Gujarat Tribal Museum
- Gujarat, Ahmadabad, Lalbhai Dalpatbhai Museum
- Gujarat, Tejgadh, Vaacha - Museum of Adivasi Voice
- Haryana, Chandigarh, Nek Chand Rock Garden
- Haryana, Gurgaon, Museum of Folk and Tribal Art
- Himachal Pradesh, Dharamsala, Kangra Art Museum
- Karnataka, Mysore, Tribal Art Museum
- Karnakata, Mysore, Folklore Museum, University of Mysore
- Kerala, Thrivandrum, KCS Paniker Gallery
- Madhya Pradesh, Bhopal, Bharat Bhavan : stammemalerier fra Madhya Pradesh og Chhattisgarh
- Madhya Pradesh, Bhopal, Tribal Heritage Museum
- Madhya Pradesh, Bhopal, National Museum of Mankind
- Madhya Pradesh, Khajuraho, Adivart Tribal and Folk Art
- Madhya Pradesh, Bhimbetka abris-sous-roche
- Maharashtra, Mumbai, Chhatrapati Shivaji Maharaj Vastu Sangranhalaya Museum
- Maharashtra, Pune, Tribal Cultural Museum : Peinture Warli
- Maharashtra, Pune, Raja Dinkar Kelkar Museum
- Manipur, Imphal, Tribal Museum
- Orissa, Bhubaneswar, Museum of Tribal Arts and Artifacts
- Rajastan, Udaipur, M.L. Verma Tribal Museum : Bhil, Meena
- Tamil Nadu, Muthorai Palada (Ooty), Tribal Research Centre Museum
- Telangana, Hyderabad, Salarjung Museum : Surpur
- Telangana, Hyderabad, Nehru Centenary Tribal Museum : Saora malerier
- Tripura, Agartala, Tripura State Tribal Cultural Museum
- Uttarakhand, Munsyary (Pithoragarh), Tribal Heritage Museum
- Uttar Pradesh, Lucknow, Tribal Museum
- West Bengal, Kolkata, Ethnographic Museum : Santal og Tangka malerier
- West Bengal, Santiniketan, Tagore memorial museum

### Udstilllinger med vernakulær kunst
1984 - Mumbai, Chemould Art Gallery - Jyvia Soma Mashé
1985 - Bhopal Indien - Bharat Bhavan museet - “Hill Korwa”
1988 - Japan, Bharat Mahotsav - Jangarh Singh Shyam
1988 - London, Bharat Mahotsav - Jangarh Singh Shyam
1989 - Paris, Pompidou-museet og Halle de la Villette - « Magiciens de la terre » med Jangarh Singh Shyam, kurator Jean-Hubert Martin
1990 - New Delhi - Nationalgalleriet for moderne kunst - Jangarh Singh Shyam
1992 - Holland - "Ni moderne indiske kunstnere" - Jangarh Singh Shyam;
1992 - Mumbai - Chemould Art Gallery - Jangarh Singh Shyam
1993 - Australien - « Multiple streams of Contemporary Indian Art, Jangarh Singh Shyam
1996 - Paris - Galerie du jour, "Hill Korwa" - kurator Frank André Jamme
1996 - Mumbai - Chemould Art Gallery - Hazaribagh-maleri fra Jharkhand
1997 - New Delhi - Sahajan Art Gallery - Jangarh Singh Shyam
1998 - New Delhi - Crafts Museum - “Other Masters ” - Jyvia Soma Mashe, Jangarh Singh Shyam, Bhajju Shyam ...
1998 - Paris, Musée des Arts Décoratifs - Expéditions Indiennes - kurator Hervé Perdriolle
2001 - New York Drawing Center - "Hill Korwa" kurator Frank André Jamme
2001 - Mumbai, National Gallery of Modern Art - Venkat Shyam
2003 - Düsseldorf - Jivya Soma Mashe - Richard Long "Dialog" Museum Kunst Palast Düsseldorf - kurator Hervé Perdriolle
2004 - Milano - Jivya Soma Mashe - Richard Long "Un Incontro" PAC Milan - kurator Hervé Perdriolle
2004 - Barcelona - Venkat Shyam
2004-2006 - New York - Edge of desire. Recent Arts in India, organiseret af Asia Society (New York) et Art Gallery f Western Australia (Perth)
2007 - Skotland - The tallest Story Competition - Venkat Shyam
2007 - Paris, Halle Saint Pierre - Nek Chand - Jyvia Soma Mashe - kurator Hervé Perdriolle
2009 - Mumbai, Pundole Art Gallery - "Now that the trees have spoken": Bhuri Bai, Ram Singh Urveti, Ladoo Bai, Narmada Prasad Tekam
2009 - Mumbai, Chemould Art Gallery - Jangarh Singh Shyam
2010 - New Delhi, Art Alive Gallery - “Jangarh Kalam”: Durga Bai, Ram Singh Urveti, Bhajju Shyam, Mayank Shyam
2010 - Paris, Musée du Quai Branly - “Autres Maîtres de l'Inde ” - kurator Jyotindra Jain
2010 - USA, Davis Museum - Painted songs and stories - kurator John H. Bowles
2010 - Boston, Brookline Art Center - "The tribal art of Venkat Raman Singh Shyam"
2010-2011 New Delhi -Vernacular in the Contemporary, Devi Art Foundation
2012 - Paris, Fondation Cartier - “Histoires de voir” med Jivya Soma Mashe, Shantaram Tumbada, Chano Devi; - Indisk kurator Hervé Perdriolle
2015 - Paris, Espace Beaurepaire - “Vernacular India 2015” kuratorer Anne Chevalier, Anders Laustsen, Christian Guillet: Baiga, Bhil, Gond, Hill Korwa, Meena, Rathwa, Warli
2018 - Manoir de Martigny "Inde" -kurator Hervé Perdriolle
2018 - Paris "Raconte moi l'Inde, Peintures vernaculaires " - kuratorer: Christian Journet og Philippe Baudart